# Gran guerra del Norte

Suecia (amarillo) y Dinamarca-Noruega (rojo) desde 1658. En verde los territorios devueltos a Dinamarca-Noruega por el Tratado de Copenhague (1660).

La gran guerra del Norte es el nombre que se da a una larga serie de conflictos en el norte y el este de Europa durante el período 1700-1721, en los que estuvo en juego la supremacía en el mar Báltico.
Se originó por la rivalidad entre Suecia, entonces dominante en el norte de Europa, y sus vecinos Rusia, Dinamarca-Noruega y la República de las Dos Naciones. Estos tres Estados, junto con Sajonia, formaron una coalición antisueca en 1700. La guerra pudo haberse hecho una con la guerra de Sucesión española en 1707, pero los suecos rechazaron las invitaciones de Francia para involucrarse en un conflicto ajeno.
Las alianzas cambiaron en el curso de la guerra. La coalición aliada fue rota finalmente por las resonantes victorias suecas, pero se restableció en 1709, tras fracasar la invasión sueca de Rusia. Hannover y Prusia se sumaron a los aliados en 1715. Suecia, por su parte, no logró establecer una alianza militar sólida con ninguna potencia extranjera y las victorias aliadas predominaron en la segunda mitad del conflicto. El conflicto terminó en 1721 con el Tratado de Nystad, con la derrota sueca y el ascenso de Rusia como potencia mundial de primer orden al obtener acceso al mar Báltico.

## Antecedentes
El origen de la guerra fue el choque de intereses territoriales entre Suecia y sus vecinos Dinamarca-Noruega, Rusia y Polonia, que desencadenó una alianza entre estos tres estados contra el poder sueco. Suecia, entre 1560 y 1658, había forjado un imperio en el Báltico a través de conquistas de territorios de los países vecinos y se había convertido en una potencia mundial con el predominio en la Europa del Norte. Sus viejos enemigos esperaban el momento propicio para recuperar los territorios perdidos y ensanchar su influencia regional.

### El expansionismo sueco

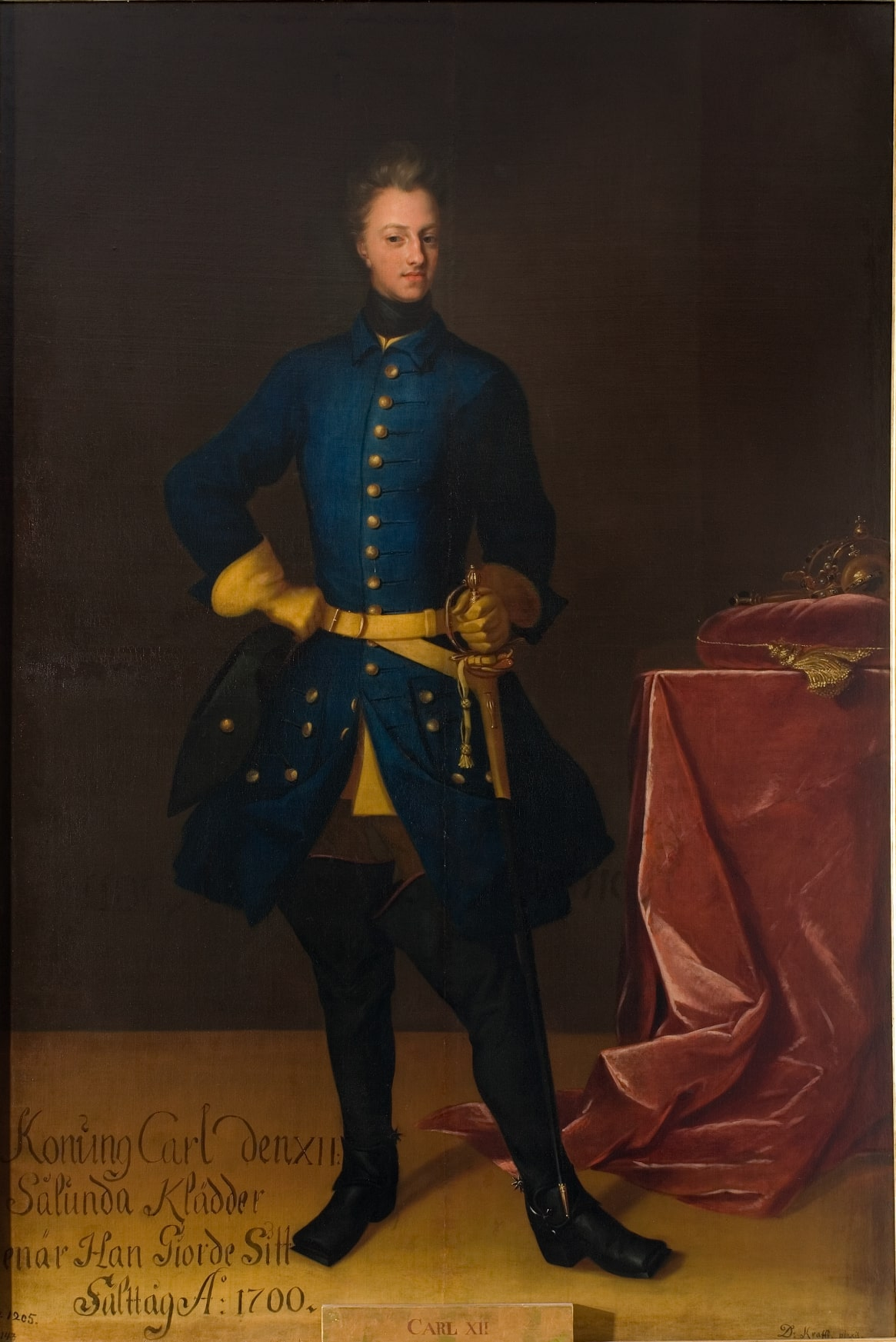
Carlos XII de Suecia

Suecia había seguido una agresiva política exterior desde la consolidación de su independencia en el siglo XVI, enfrentándose con daneses y polacos. Esas dos naciones habían sufrido derrotas ante el ejército sueco, en guerras que habían puesto en peligro su propia independencia.[cita requerida]
Tras una intervención en Rusia, Suecia arrebató a ese país, en el Tratado de Stolbovo de 1617, su salida al mar Báltico. Tras la Paz de Westfalia en 1648 y la conclusión de la guerra de los Treinta Años, Suecia consiguió territorios en el norte del Sacro Imperio Romano Germánico, que incluían el occidente de Pomerania, conocido como Pomerania Sueca, así como los obispados secularizados de Bremen y Verden, y la ciudad de Wismar. Asimismo en esa misma época obtuvo de Polonia la cesión de Livonia y, mediante el Tratado de Roskilde obtuvo la cesión de importantes territorios por parte de Dinamarca y Noruega.[cita requerida]
Durante el reinado de Carlos XI, las dificultades económicas provocaron que el país se mantuviera neutral en la mayoría de los conflictos europeos. El rey acometió una serie de reformas administrativas y militares, consciente de la amenaza de sus vecinos. A su muerte, en 1697, su hijo Carlos XII heredó un país fortalecido, con un ejército que, aunque relativamente pequeño, era uno de los mejor preparados de Europa. Por la minoría de edad del nuevo rey — solo contaba catorce años— se estableció un gobierno regente hasta 1700, que continuó la política neutral de su antecesor.[cita requerida]

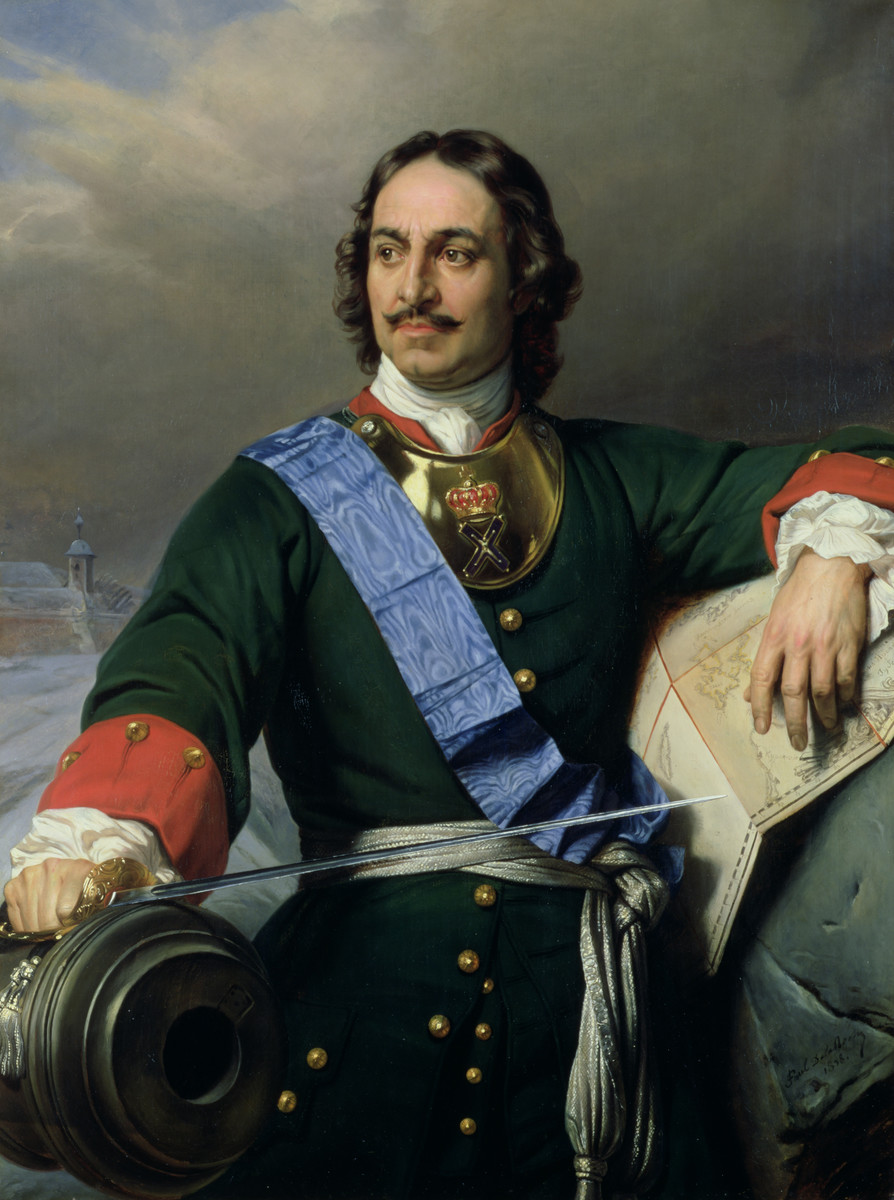
Pedro I de Rusia

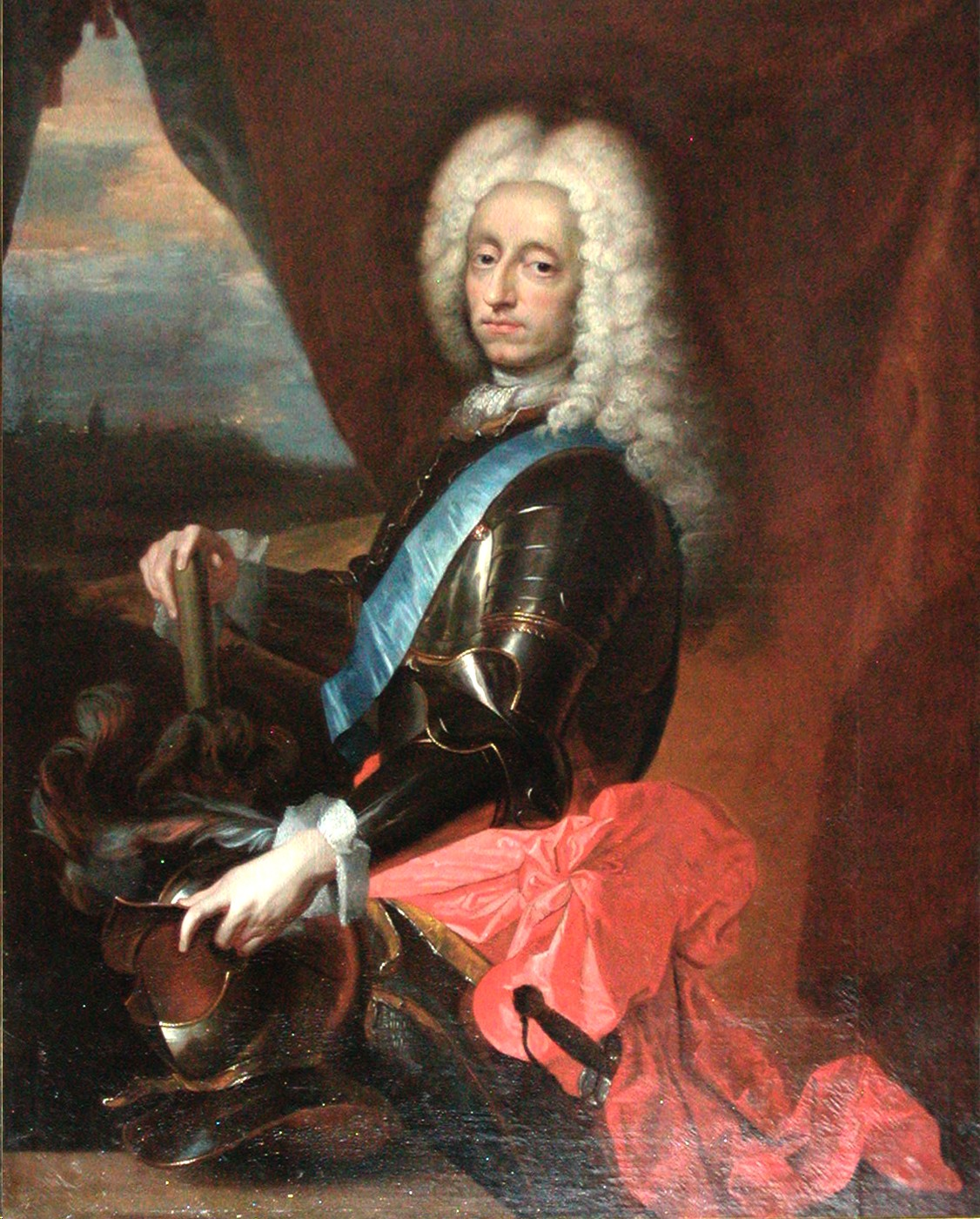
Federico IV de Dinamarca y Noruega

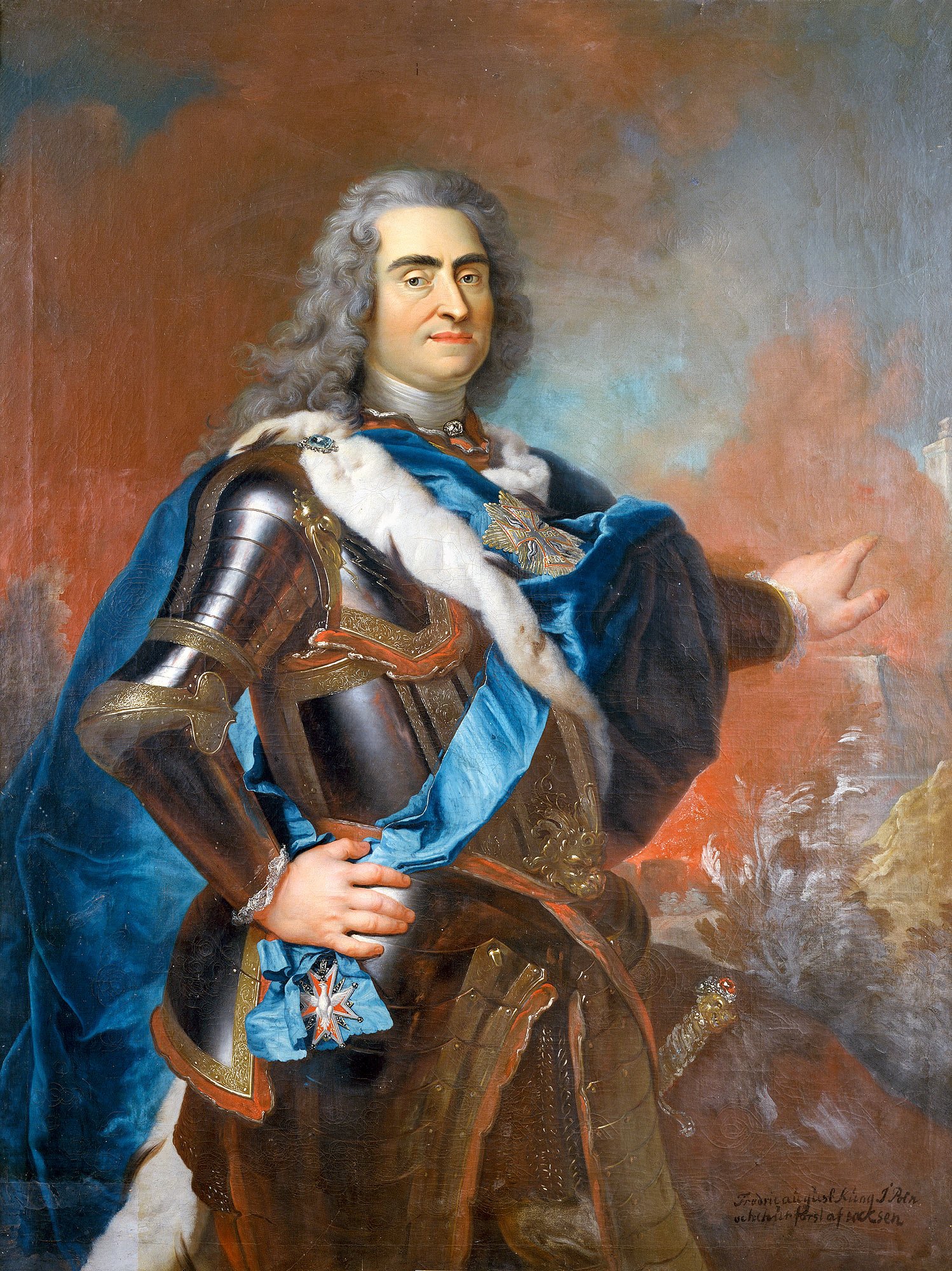
Augusto de Polonia y Sajonia

### Rusia
A finales del siglo XVII, el Zarato ruso era un país pobre y con muestras visibles de atraso. El gobierno de Pedro I desde 1696 (en el trono desde 1682) supuso grandes cambios para el país. El zar introdujo una serie de reformas en los más diversos ámbitos: cultura, política, sociedad, economía y ejército, que tenían como objetivo modernizar el país siguiendo los patrones de la Europa Occidental.
Para fomentar el intercambio comercial con Occidente y crear una fuerza naval poderosa, Pedro se enfrentó a la rivalidad del Imperio otomano, entonces una potencia regional que dominaba el mar Negro. Intentó forjar una alianza con las potencias europeas para combatir a los turcos, pero la falta de éxito lo hizo volver la mirada hacia el Báltico y aceptar los ofrecimientos daneses de integrar una alianza contra Suecia.

### Dinamarca y Noruega
Dinamarca y Noruega se hallaban unidas bajo una monarquía desde 1523. Dinamarca conservaba una destacada importancia naval, pero su posición en la región nórdica se había reducido en favor de Suecia tras destructivas guerras, sobre todo después de las pérdidas territoriales del Tratado de Roskilde, que implicaron pérdidas para Noruega y la exclusión de Dinamarca del sur de Escandinavia. En las últimas guerras contra Suecia, Dinamarca y Noruega recuperaron Bornholm y la provincia de Trondheim, pero Escania, Halland, Blekinge y Bohuslän permanecieron suecas. Encima, el ducado de Holstein-Gottorp, vasallo del rey danés, se había declarado independiente desde 1658, apoyado por el gobierno sueco. Los diplomáticos daneses intentaron por primera vez una alianza con Pedro I durante el viaje que este realizó a la Europa Occidental en 1697.

### Polonia
En la segunda mitad del siglo XVII, la República de las Dos Naciones, con su centro de gravedad político en Polonia, se mantenía como uno de los mayores Estados de Europa. Sin embargo, el país pasaba por una etapa de marcada decadencia, caracterizada por la destrucción, tras ser escenario de varias guerras que habían reducido significativamente su población. En este ocaso político destacaba la influencia del Sejm, que fomentaba el retraso legislativo por la falta de consenso. En 1697, fue elegido rey de Polonia, Augusto II, elector de Sajonia. La política del nuevo rey se encaminó a combatir la oposición y a tratar de impulsar el absolutismo. Consideró recuperar el antiguo poder de Polonia en la Europa Oriental mediante conquistas, y para ello concibió la idea de una guerra contra el Imperio otomano. La situación en Europa hizo imposible una acción militar contra Turquía, por lo que el monarca se inclinó contra Suecia, país que le había arrebatado Livonia a Polonia en la década de 1620.

### Se creó la alianza
La alianza entre Dinamarca, Rusia y Polonia-Sajonia fraguó, en el mayor secreto, en el otoño de 1699. El 12 de febrero de 1700, tropas sajonas atacaron la ciudad sueca de Riga y sus fortificaciones aledañas en Livonia. El 20 de marzo del mismo año, Federico IV de Dinamarca intervino militarmente contra Holstein-Gottorp, dando inicio a la guerra.[cita requerida]

## Guerra sueco-danesa (1700)

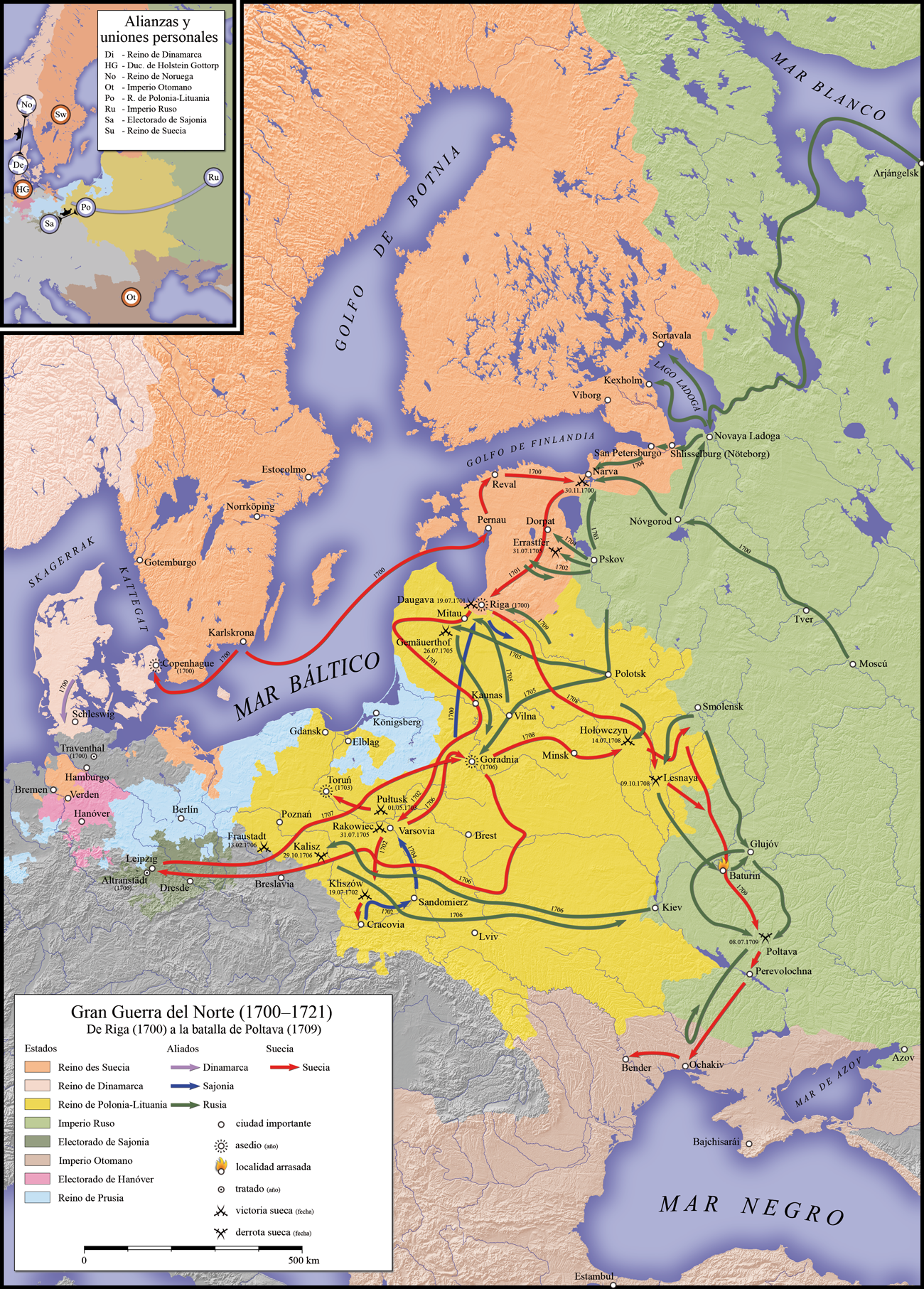
Mapa de la gran guerra del Norte, de 1700 a 1709

El 20 de marzo de 1700, Federico IV de Dinamarca envió una fuerza de veinte mil hombres contra Holstein-Gottorp, y halló una débil resistencia de las fuerzas ducales y sus aliados suecos, consistente únicamente en unos cinco mil defensores bajo el mando de Johan Gabriel Banér, por lo que en muy poco tiempo se logró la conquista casi total del territorio del ducado y se derribaron sus fortificaciones recién reconstruidas. Los defensores, perseguidos por el enemigo, tuvieron que retirarse hacia la fortaleza de Tönning, en Schleswig, plaza que pronto fue sitiada por los daneses, el 21 de abril.
En defensa de Holstein-Gottorp se movilizaron tropas destacadas en las posesiones suecas en Alemania, así como un ejército del Principado de Luneburgo, un Estado garante, como Suecia, de la soberanía de Holstein-Gottorp. Los refuerzos sumaron dieciocho mil hombres, que se pusieron en marcha hacia Tönning. El ejército danés se retiró del asedio y prefirió acudir al encuentro de los refuerzos. Los ejércitos enemigos acamparon muy cerca uno del otro, pero no presentaron batalla.
Carlos XII de Suecia, enterado de las operaciones danesas y sajonas en su zona de influencia, apresuró la reorganización de la armada y el ejército. Eligió combatir primero a Dinamarca antes de responder enérgicamente a Sajonia. En junio, zarpó del puerto de Karlskrona una flota de 38 buques suecos. Mientras tanto, un ejército sueco se desplazó a Escania y otro más a la frontera con Noruega, previendo un posible ataque desde ese país.
La armada danesa bloqueó la entrada al Oresund, por lo que los suecos tuvieron que desplazarse por el este, en aguas poco profundas que dieron lugar el encallamiento de tres buques. A la flota sueca se sumó una flota anglo-holandesa junto a la isla de Ven. Tanto Inglaterra como los Países Bajos eran también garantes de la independencia de Holstein-Gottorp. Situados en las costas de Ven, las fuerzas conjuntas bombardearon a los daneses, que se retiraron a Copenhague.
En lugar de socorrer directamente a Holstein-Gottorp, el mando sueco decidió desembarcar tropas en la isla de Selandia, en Humlebæk, al sur de Helsingør. El 25 de julio, comenzó el desembarco, encontrando muy poca resistencia, pues el ejército danés prefirió esperar al enemigo en Copenhague. A principios de agosto, con diez mil hombres, Carlos XII marchó hacia Copenhague.

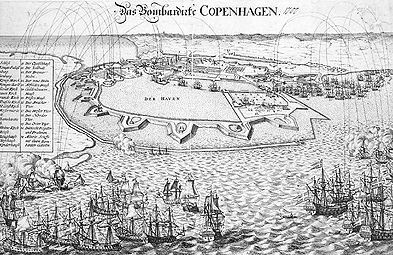
Asedio de Copenhague de 1700

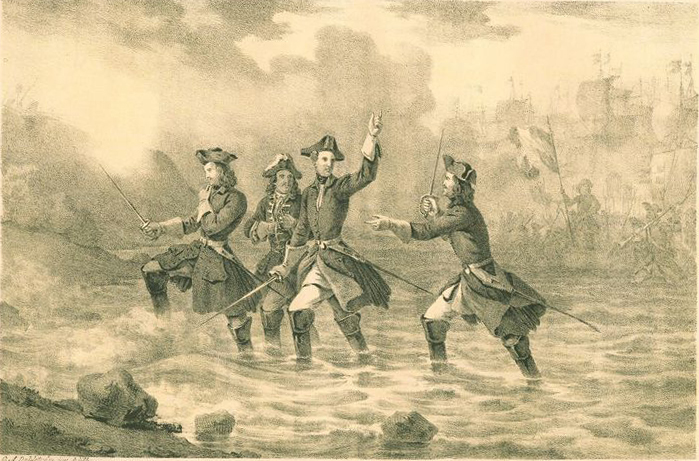
Carlos XII desembarca en Selandia

Antes de que se produjera un eventual asalto a la ciudad, Federico IV de Dinamarca ofreció negociaciones a Holstein-Gottorp y a Luneburgo. El 8 de agosto de 1700, se firmó el Tratado de Traventhal, en el que Dinamarca reconocía la independencia del ducado. Así, se retiraron de la guerra Inglaterra, los Países Bajos y Luneburgo. Con la salida de esos países, Carlos XII vio frustrados sus planes de destruir a la armada danesa, en ese tiempo bastante superior a la sueca. De igual manera, su ejército se embarcó de regreso a Suecia a través del Oresund, y Dinamarca pudo evitar una derrota completa.

## Guerra en las provincias bálticas (1700-1701)
El ataque de Augusto II a las posesiones suecas de Livonia, en febrero de 1700, abrió el frente oriental de la guerra. El soberano sajón tenía como primer objetivo conquistar Riga, la segunda ciudad más poblada del Imperio sueco. Al no contar con la aprobación del Parlamento polaco para entrar en guerra, Augusto utilizó en la campaña a sus tropas sajonas.
Mientras Carlos XII se encargaba de la guerra contra Dinamarca, el frente oriental sueco quedó a cargo de Georg Johan Maijdel, quien salió de Finlandia en mayo de 1700 con un ejército de tres mil quinientos soldados en auxilio de Riga, al que se sumó otro de tres mil al mando de Otto Vellingk. La movilización de la defensa sueca hizo que Augusto retrocediera a territorio polaco cruzando el río Daugava. El ejército sueco no persiguió a Augusto, quien pudo regresar a Polonia sin contratiempos y reforzar su ejército con más unidades procedentes de Sajonia, hasta que logró reunir dieciocho mil hombres. Superando con creces al ejército defensivo de Livonia, el rey polaco avanzó nuevamente hacia Riga, provocando la retirada sueca.
El fin de la guerra en Dinamarca produjo que Carlos XII mirara hacia el frente oriental y decidiera marchar a reforzarlo. La llegada del soberano sueco cambió los planes de Augusto II, quien se replegó por segunda ocasión hacia el sur. A finales de septiembre, Rusia declaró la guerra a Suecia, y Carlos XII prefirió defender sus territorios de una eventual invasión del zar.

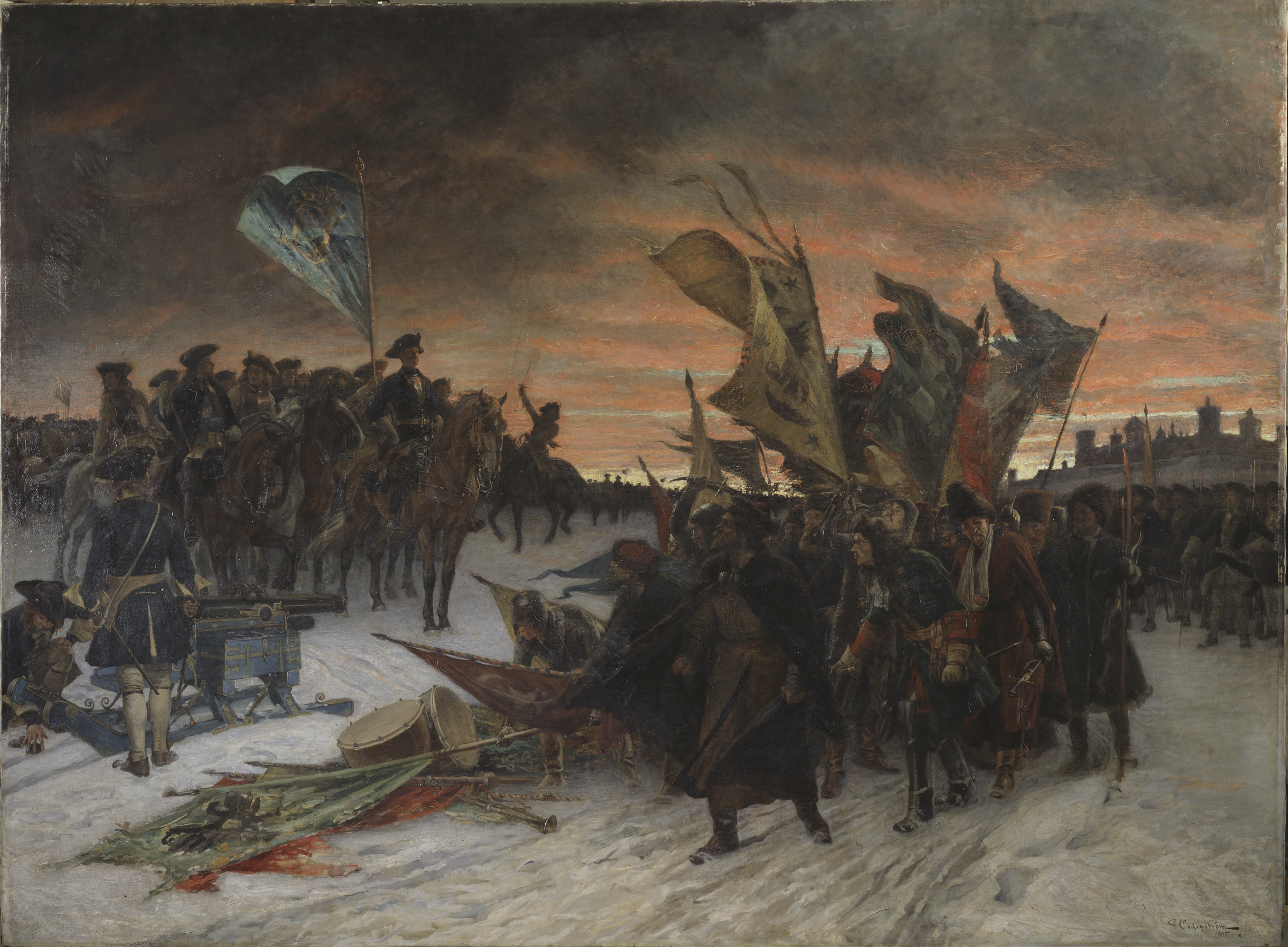
Los rusos deponen armas y estandartes ante Carlos XII de Suecia, tras la batalla de Narva. Pintura de Gustaf Cederström, 1910.

El foco de atención del zar Pedro I era la reconquista de Ingria, una región cedida a Suecia desde 1617. El 17 de noviembre, el ejército ruso fue detenido por los suecos en Pühhajoggi, a 38 km al oeste de la ciudad de Narva. Pedro I se inclinó por acampar en las cercanías de esta ciudad, mientras que Carlos XII avanzó a su encuentro. El 19 de noviembre, las fuerzas suecas se hallaban a una milla de Narva; Pedro I abandonó el campamento, dejando el mando en manos del duque Charles Eugène de Croÿ.
Al amanecer del 20 de noviembre estaban los suecos en las cercanías de la ciudad. Una tormenta de nieve ocultó a las tropas nórdicas en su avance, tomando desprevenido al ejército ruso. El desorden imperó entre los soldados del zar, y la caballería, a las órdenes de Borís Sheremétev, se batió en retirada antes de ser atacada. La batalla duró hasta la noche, cuando Carlos XII dio la orden del cese al fuego y capitularon los últimos soldados rusos. Las condiciones de capitulación les dieron a los vencidos el derecho de retirarse, dejando armas y estandartes en poder de los vencedores. La victoria de Narva le dio a Carlos XII una fama mundial de gran estratega.
Tras la batalla de Narva, quedaba la amenaza sajona en el Báltico. El ejército sueco acampó en Dorpat durante el invierno de 1700 y la primavera de 1701. El 9 de julio de 1701, auxiliado por buques, el ejército cruzó el río Daugava oculto entre columnas de humo, a fin de que los sajones, acampados cerca de la orilla opuesta, no pudiesen determinar el número aproximado de las tropas. El mariscal sajón Adam Heinrich von Steinau se vio superado en número por los suecos de Carlos XII y ordenó la retirada en forma precipitada.
Tras esta batalla, Carlos XII apresuró la conquista de toda Curlandia, una posesión polaca, y acampó en Bauske, donde permanecería hasta agosto. Los tres enemigos de Suecia habían sido derrotados en batalla, pero la guerra aún estaba lejos de finalizar.
El soberano de Suecia se halló entonces en una disyuntiva: atacar a Rusia o avanzar hacia Polonia. Se inclinó por la segunda opción, una decisión que ha sido muy debatida por los historiadores. Carlos XII consideraba a Augusto II muy peligroso para los intereses de su patria y, aprovechando que este contaba con varios opositores en Polonia, planeó su derrocamiento. Una vez que tuviera aseguradas las espaldas, proyectaba agredir a Rusia con todas sus fuerzas, pero mientras tanto las provincias orientales suecas habían sido descuidadas.

## Guerra en Polonia (1702-1707)

Polonia en 1701

El grueso del ejército sueco pasó el invierno de 1702 y 1703 en Kaunas y Vilna, ya en territorio polaco. El 26 de marzo de 1702, se inició la marcha que tenía como objetivo la toma de Varsovia, la capital polaca. El peligroso avance provocó que los polacos intervinieran diplomáticamente, pero el intento fue en vano. El 12 de mayo, el rey Carlos XII entró en Varsovia sin resistencia alguna. Ahí entabló negociaciones con los polacos, en las que puso el derrocamiento de Augusto como requisito indispensable para finalizar la guerra. Al no serle satisfactorios los resultados diplomáticos, Carlos XII se desplazó el 16 de junio hacia Cracovia, donde Augusto se había refugiado.
Augusto II y su ejército se dirigieron al norte, al encuentro de los suecos, y el 9 de julio ambas fuerzas se enfrentaron en la batalla de Kliszów, con una estrepitosa derrota para el bando sajón, y consecuentemente, la toma de Cracovia por los suecos.
En respuesta, Augusto II intentó aglutinar en su defensa a sus seguidores políticos en Polonia y atraer al rey Federico I de Prusia a la guerra, al tiempo que pretendía mantener a raya a la Gran Polonia, la principal región opositora a su gobierno. El rey se fortificó en Toruń el 7 de abril. Adam Heinrich von Steinau envió un regimiento de caballería sajona hacia Varsovia, pero este fue detenido por los suecos en la batalla de Pultusk, a 50 km de la capital polaca, el 21 de abril de 1703.

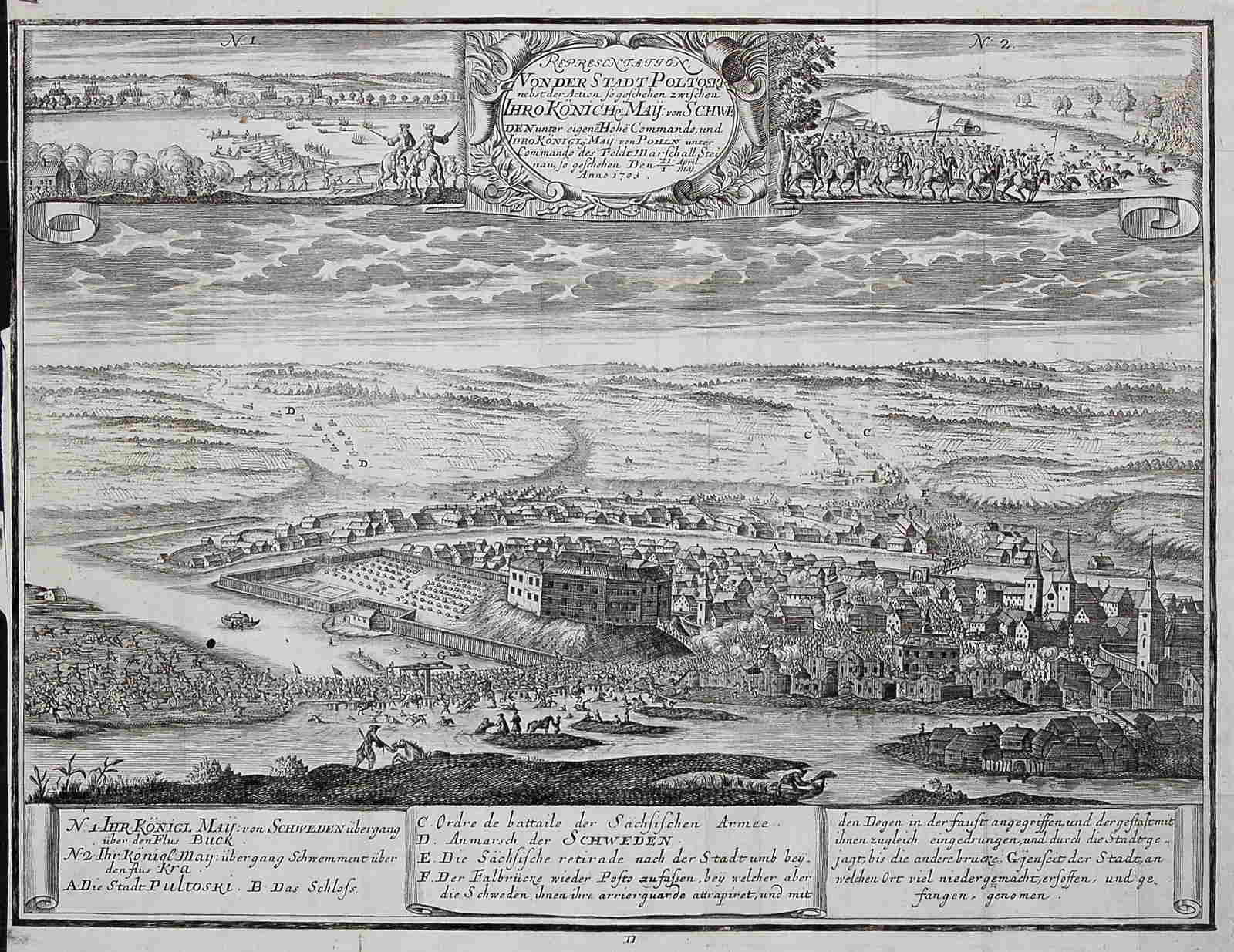
Retirada sajona en la batalla de Pultusk de 1703

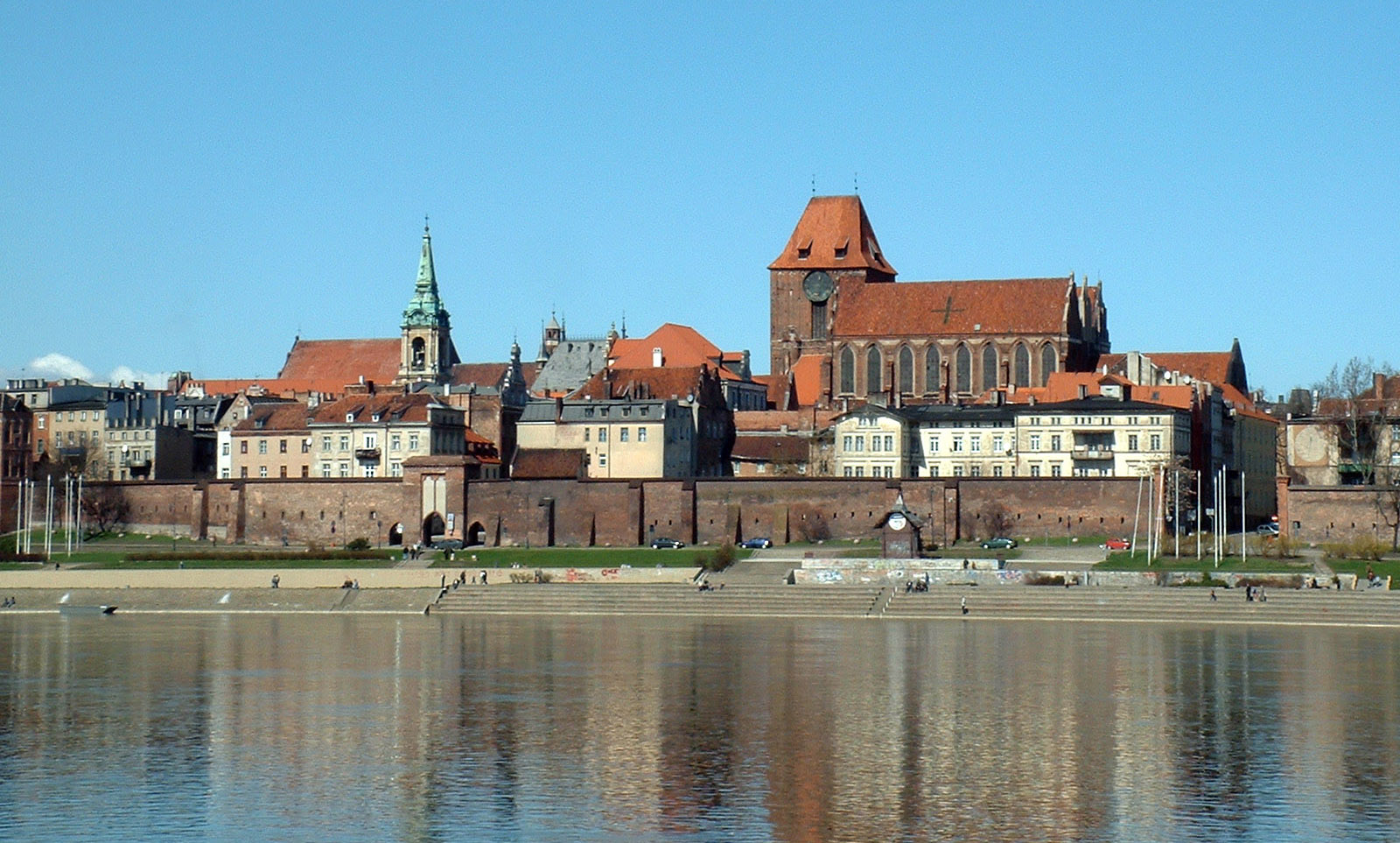
La ciudad fortificada de Toruń

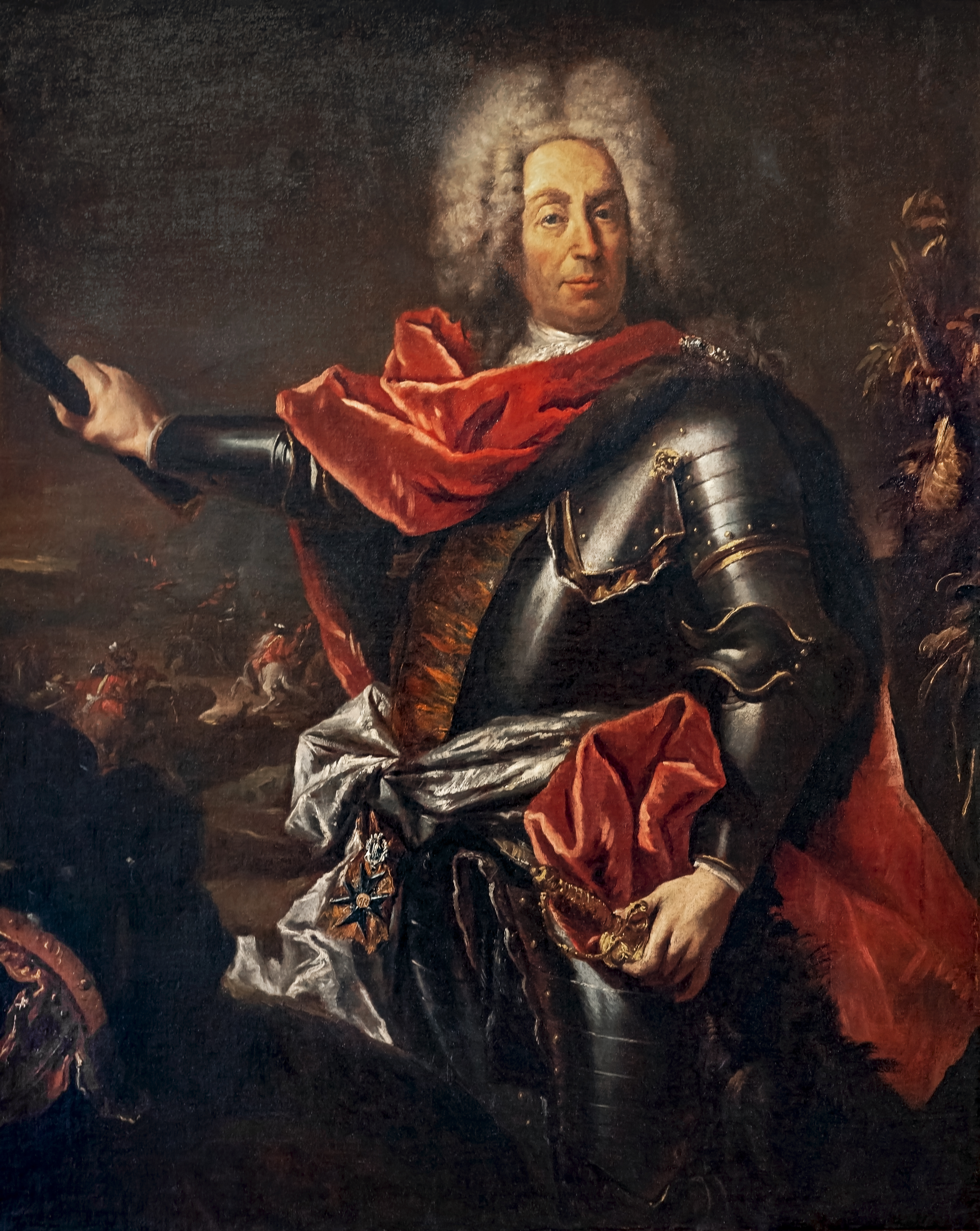
Johann Matthias von der Schulenburg, general prusiano al servicio de Sajonia. Óleo de Giovanni Antonio Guardi (1741).

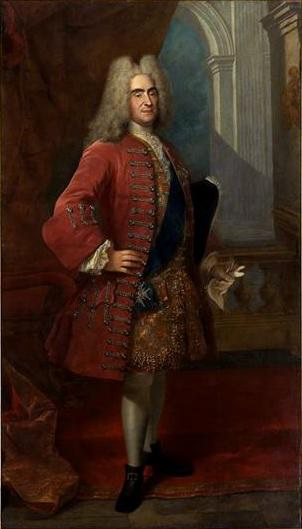
Augusto II de Polonia, elector de Sajonia, intentó alcanzar la paz con Suecia en 1702, pero la exigencia sueca sobre su dimisión lo motivó a seguir combatiendo hasta 1706.

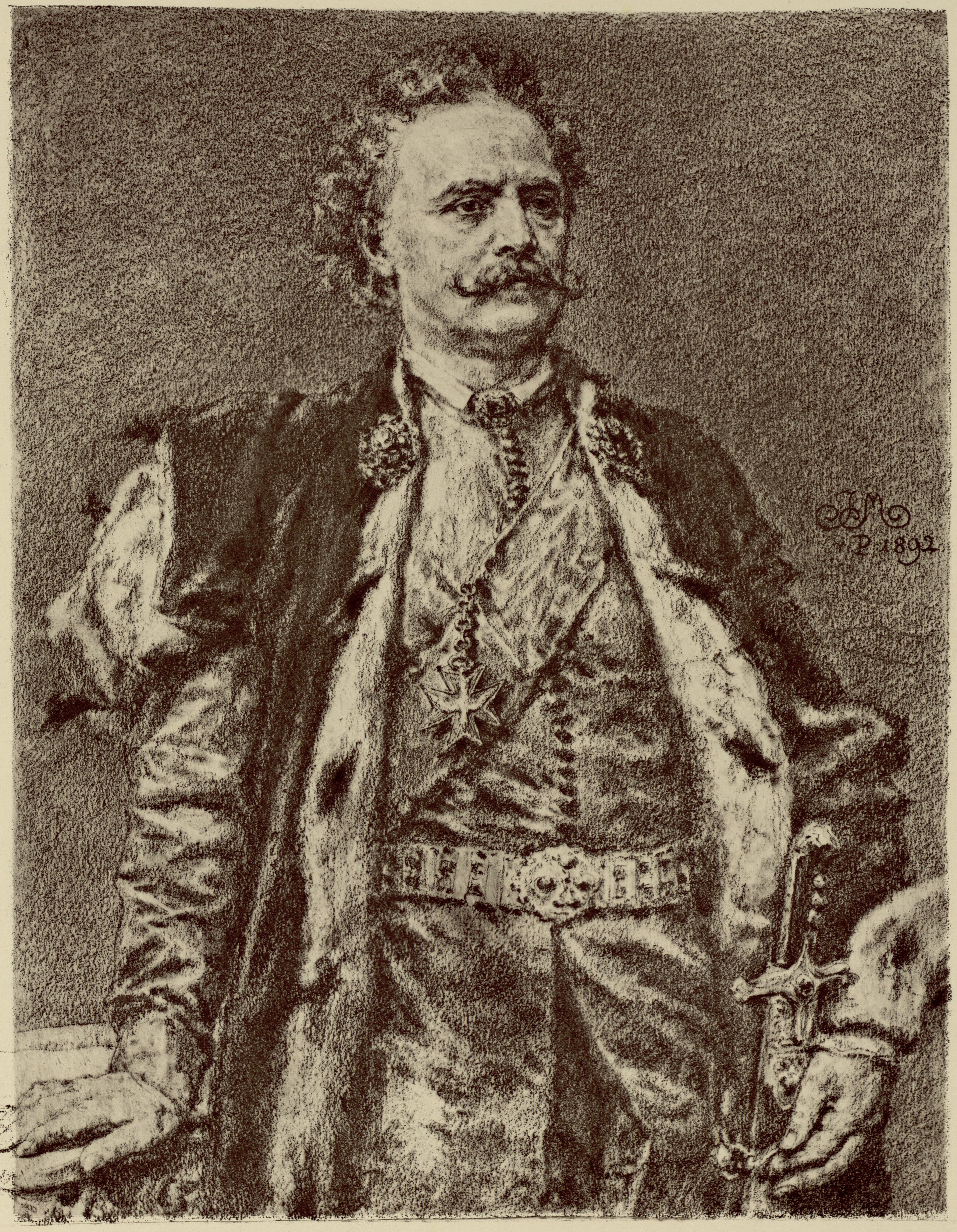
Estanislao Leszczynski, líder de la oposición contra Augusto II de Polonia. Con el apoyo de Suecia, fue coronado como Estanislao I en 1705.

Entre junio y julio, Augusto II intentó sin éxito negociar una alianza con el Parlamento de su país. En su búsqueda, Carlos XII se dirigió a Toruń, pero para el 15 de mayo, cuando la fortaleza fue rodeada, el rey polaco ya la había abandonado. El sitio se dificultó, pues la fortaleza se hallaba bien defendida y con abundantes provisiones, pero la llegada en agosto de refuerzos y baterías de artillería provenientes de Suecia, bajo el mando de Magnus Stenbock, hizo que la plaza capitulara el 4 de octubre. El resultado fue la obtención de un enorme botín de guerra para los sitiadores.
Esa victoria sueca tuvo amplias repercusiones en Polonia. La oposición hacia Augusto II creció, liderada por Estanislao Lesczcynski, el voivoda de Poznań, y pronto buscó el acercamiento con el rey de Suecia.
Una asamblea general en Varsovia, celebrada en enero y febrero de 1704, depuso a Augusto II del trono, y el Sejm se preparó para elegir un nuevo monarca. Los seguidores de Augusto II sembraron obstáculos, convocaron a una asamblea paralela y lograron capturar al candidato más popular de la oposición, el príncipe Jacobo Sobieski, hijo del difunto rey Juan III Sobieski. Pese a las acciones de Augusto II, el Sejm se volvió a reunir en Varsovia en junio y julio, y el 2 de julio eligió como nuevo rey a Estanislao I Leszczynski.
La estrategia siguiente de Carlos XII fue aplastar las regiones que aún se mantenían fieles al derrocado monarca Augusto II, empezando por la Pequeña Polonia. El 26 de agosto, tomó la ciudad de Leópolis en 15 minutos, una plaza que se mostraba reticente a la intervención sueca en el país.
Mientras tanto, Augusto II, que continuaba ostentando el título de rey de Polonia, había conseguido fortalecer su posición gracias a la intervención rusa en Polonia: recibió refuerzos del zar y emprendió un avance hacia Varsovia. El comandante sueco Arvid Horn ofreció una débil resistencia en la ciudad, y Augusto la ocupó el 21 de agosto, solo para abandonarla inmediatamente, cuando Carlos XII partió de Leópolis en su encuentro.
Augusto II dividió a su ejército en dos partes: él se fue hacia el norte, mientras que Matthias von der Schulenburg se dirigió hacia la frontera con Sajonia, perseguido por Carlos XII. Von der Schulenburg y Carlos XII se enfrentaron el 28 de octubre de 1704. A pesar de la resistencia de su ejército, el general sajón tuvo que batirse finalmente en retirada.
En el invierno, se alcanzó un largo período de paz. El conflicto se reanudó en el verano de 1705. En julio de ese año, se dispuso que Estanislao Leszczynski sería coronado en Varsovia en el mes de septiembre. Para impedirlo, una fuerza de diez mil polacos seguidores de Augusto II se dirigió a la ciudad, pero fue detenida por Karl Nieroth en la batalla de Rakowitz, el 21 de julio de 1705.
Estanislao I fue coronado sin sobresaltos el 24 de septiembre. Colocado su candidato en el trono, Suecia pactó la paz con Polonia en el Tratado de Varsovia, el 18 de noviembre de 1705. Aunque tuvo presiones para anexarse Curlandia, el rey escandinavo rechazó esa posibilidad, en su deseo de presentarse ante la opinión pública polaca como un aliado, más que como un vencedor.
Pedro I de Rusia había aprovechado la campaña polaca del principal ejército de Suecia para emprender él mismo la conquista para su zarato de una salida al mar Báltico. A fin de dificultar la campaña sueca en Polonia, ofreció apoyo a Augusto II, concediéndole numerosos refuerzos. Ambos se reunieron en la ciudad polaca de Goradnia en el otoño de 1705 para acordar la estrategia a seguir en la guerra.
Enterado de la reunión, Carlos XII se dirigió a Goradnia en el año nuevo de 1706. Pedro I dejó el mando del ejército al mariscal Georg Benedict Ogilvy. Augusto II, con su caballería, logró evadir el cerco sueco y desplazarse a toda prisa hacia el occidente de Polonia, donde el general sueco Carl Gustaf Rehnskiöld se encontraba para prevenir una posible incursión enemiga desde Sajonia. Augusto pretendía acometer a Rehnskiöld por la espalda y atenazarlo en dos frentes, pues por el occidente, procedente de Silesia, avanzaba un ejército combinado de sajones y rusos, encabezado por Matthias von der Schulenburg. Rehnskiöld y Von der Schulenburg se enfrentaron el 3 de febrero de 1706 en la batalla de Fraustadt. El combate, que solo duró dos horas, casi aniquiló al ejército ruso-sajón, mientras que en el lado sueco las pérdidas fueron mínimas.

### Incursión sueca en Sajonia y el Tratado de Altranstädt

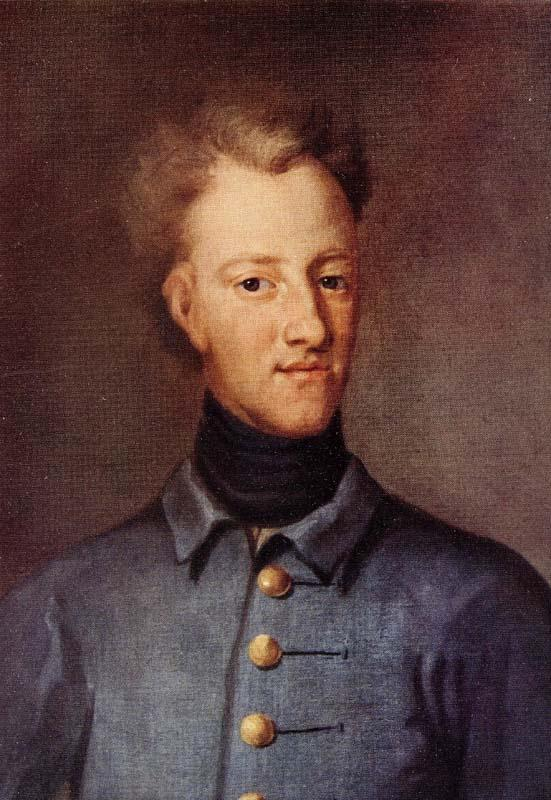
Retrato de Carlos XII de Suecia en Altranstädt, por David von Krafft (1706)

Luis XIV de Francia intentó aliarse con Suecia en la guerra de Sucesión española

En Fraudstadt quedó resquebrajada la amenaza sajona. En tanto, los rusos sitiados en Goradnia pronto se vieron faltos de provisiones. Ogilvy, aprovechando el congelamiento del Niemen, pudo escapar a Pinsk y de ahí hacia Kiev. Carlos XII lo persiguió, pero solo llegó hasta Pinsk en abril, y regresó a occidente, con el objetivo de atacar Sajonia. En agosto de 1706, el rey de Suecia entraba en Silesia, en territorio imperial. El avance del ejército sueco hacia Sajonia motivó que Augusto II pactara la paz en el Tratado de Altranstädt el 14 de septiembre, renunciando al trono polaco y reconociendo a Estanislao I como rey de ese país.
Carlos XII había considerado la invasión a Sajonia desde 1702. Las relaciones entre Suecia y el Sacro Imperio Romano Germánico se habían deteriorado por el apoyo velado que el emperador Leopoldo I había prestado a Augusto II. La intervención sueca en el imperio levantó las inquietudes de las potencias marítimas, ya que podría favorecer al rey Luis XIV de Francia frente a Leopoldo I en la guerra de Sucesión española. El prestigio de Carlos XII lo convirtió en un personaje muy codiciado para entablar alianzas militares. Prusia, que ambicionaba la Pomerania Sueca y hasta entonces había mantenido una política ambigua en la guerra, decidió negociar una alianza con Suecia, que se haría oficial en agosto de 1707.
Luis XIV intentó atraer a Suecia a su lado, pero la intervención de Inglaterra y la propia decisión de Carlos XII evitaron que Suecia se inmiscuyera en un conflicto ajeno. El 22 de agosto de 1707, se firmaría un acuerdo entre Suecia y el Sacro Imperio Romano Germánico, en el que el emperador se comprometía a respetar los derechos de los alemanes luteranos de la Paz de Westfalia.
El ejército sueco permaneció en el invierno en Sajonia, y para su manutención obtuvo importantes impuestos de guerra.

## Guerra en las Provincias Bálticas (1702-1707)

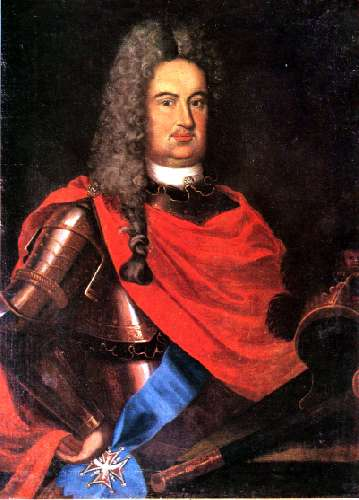
Borís Sheremétev

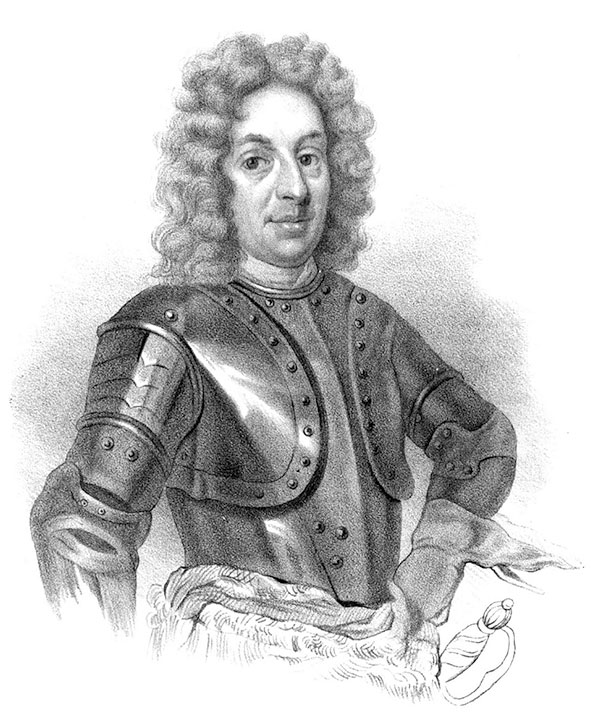
Adam Ludwig Lewenhaupt, comandante sueco famoso por sus victorias defensivas en el frente oriental

Mientras Carlos XII y el grueso del ejército sueco se hallaban en campaña de Polonia, se destinó un pequeño número de tropas a Finlandia, Estonia y Livonia. Estos ejércitos tenían la misión de acometer a los rusos, pero pronto se vieron obligados a mantenerse a la defensiva.
Después de su derrota en la batalla de Narva, Pedro I se encargó celosamente de reconstruir su maltrecho ejército, pactar una alianza de cooperación militar con Augusto II y atacar las posesiones suecas orientales, débilmente defendidas.
En septiembre de 1701, el zar consideró que sus tropas estaban en condiciones para arremeter contra el mayor ejército sueco del frente oriental, destacado en Livonia. El general Borís Sheremétev comenzó las operaciones rusas asaltando Rauge el 5 de septiembre, pero fue derrotado por el sueco Wolmar Anton von Schlippenbach.
A principios de julio de 1702, Sheremétev lanzó una nueva embestida contra Livonia, esta vez haciendo uso del lago Peipus para trasladar a sus tropas, además de la vía terrestre. Los suecos consiguieron dañar las embarcaciones rusas haciendo explotar sus propios barcos, pero la defensa del lago fue superada por la arremetida rusa. Pedro I obtuvo la supremacía en los cursos de agua, y su ejército se extendió rápidamente en la región.
Schlippenbach se retiró hacia Hummelshof, en el sur de Estonia, donde se reunió con refuerzos menores de otras zonas, y con seis mil hombres se preparó para enfrentarse a Sheremétev. Este acometió el 19 de julio de 1702 e infligió una dolorosa derrota al bando sueco, que perdió la mitad de sus efectivos y se retiró penosamente a Pernau. La Livonia meridional y central fue sometida a un intenso saqueo por los rusos.

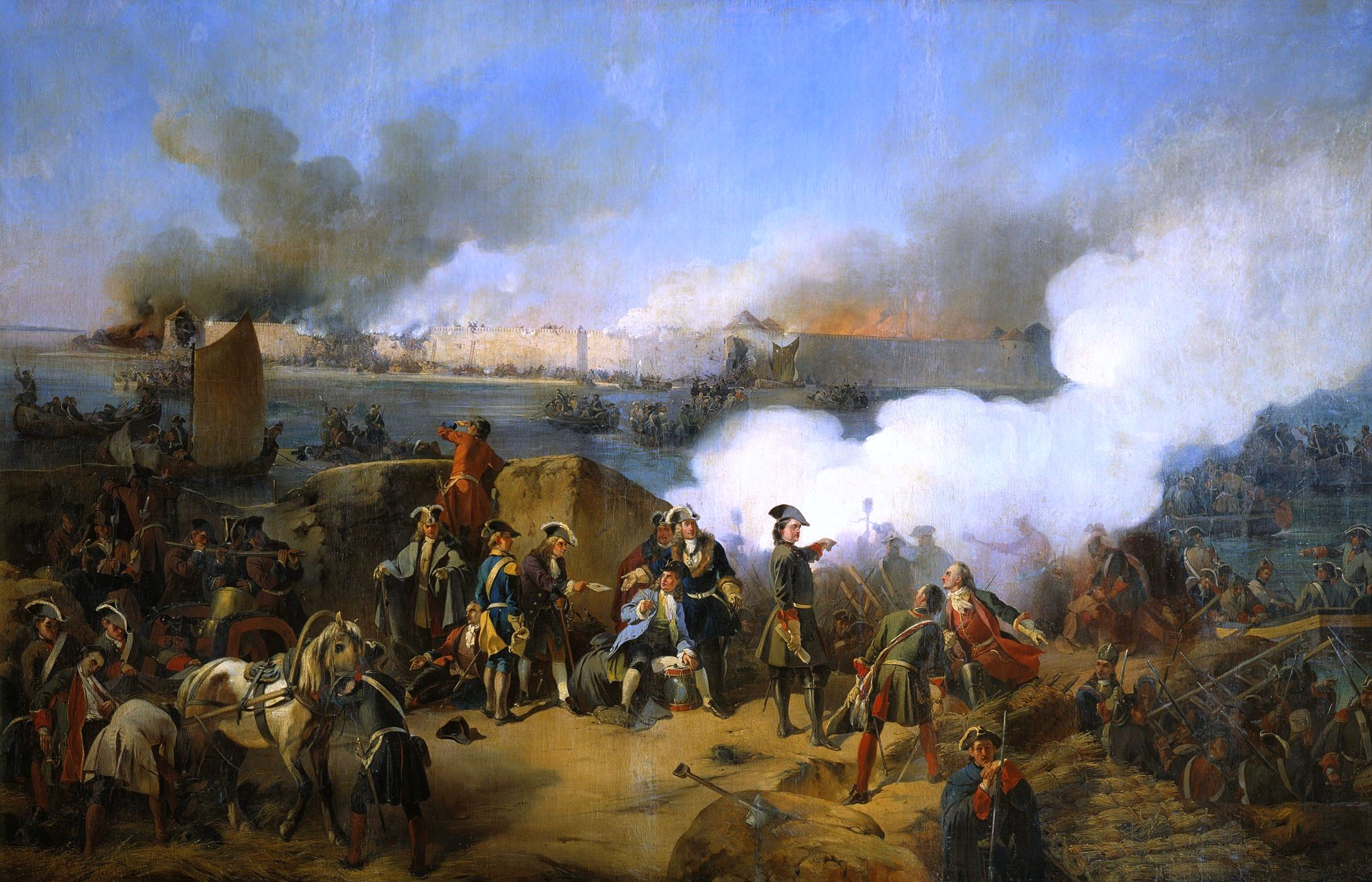
Pedro I dirigiendo el asedio de Nöteborg. Pintura de Alexander von Kotzebue (1846).

En el otoño, Pedro I se dirigió hacia Ingria. Con una fuerza muy superior, atacó la fortaleza de Nöteborg y la conquistó el 13 de octubre.
A la llegada de la primavera de 1703, se reanudaron las hostilidades, sin que mejoraran las defensas suecas. En la desembocadura del río Nevá, el zar asaltó la fortaleza de Nyenskans; la conquistó el 4 de mayo. Inmediatamente, Pedro I inició en ese sitio la construcción de su nueva capital, San Petersburgo. La campaña en Ingria fue rápida: antes de finalizar mayo, toda la región había sido abandonada por los soldados suecos y Rusia había podido aislar Livonia del resto de Suecia.
Los soldados suecos de Ingria se concentraron en la ciudad fortificada de Výborg, en Carelia. Desde ahí, organizaron un contraataque, pero fueron derrotados el 9 de julio por un ejército muy superior. Aunque los rusos atacaron Výborg, no pudieron tomarla, contentándose con devastar los campos circundantes.
Schlippenbach tomó el mando de la defensa en Estonia. Acosado por las fuerzas del zar, tuvo que refugiarse en la inexpugnable Riga. Se intentó sin éxito la reconstrucción de las fuerzas navales suecas del lago Peipus, pero fueron aniquiladas por la flota rusa.

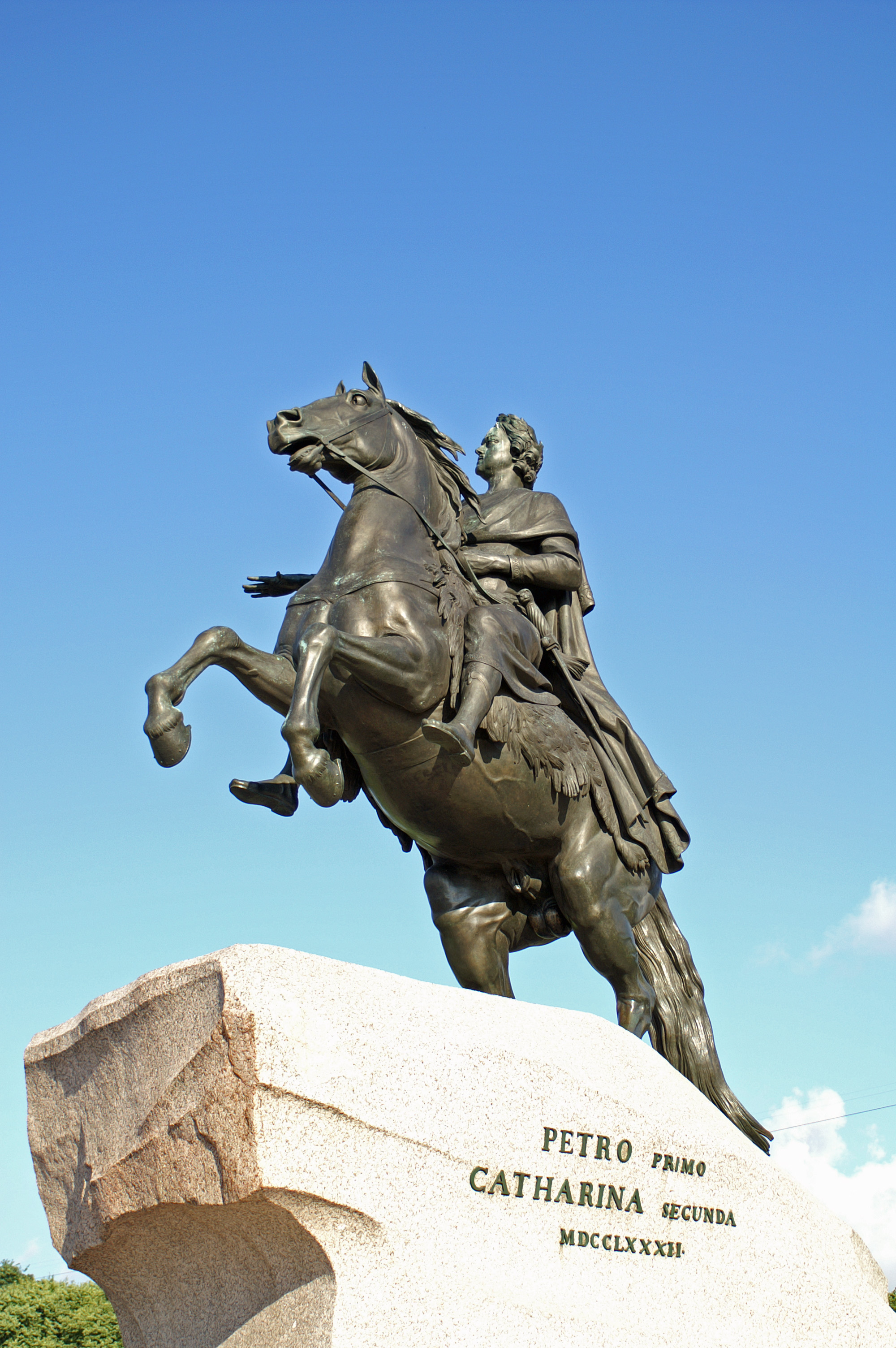
Estatua de Pedro I en San Petersburgo, fundador de la ciudad. La nueva capital de Rusia se construyó aceleradamente en plena guerra, sobre la fortaleza sueca de Nyenskans.

En 1704, Pedro I emprendió la construcción de su flota de guerra en el Báltico, con base en el puerto de San Petersburgo. Para asegurar sus conquistas, decidió tomar las ciudades suecas de Narva y Dorpat, en el Golfo de Finlandia. El 14 de julio, capituló Dorpat; el 10 de julio, Narva, y el 16 de agosto, Ivángorod.
Pedro I conocía la intención de Carlos XII de agredirlo tan pronto como este subyugara a Polonia. Por ello, se apresuró a quebrantar al débil ejército sueco del oriente. Para retardar la ofensiva sueca, apoyó militarmente a los seguidores de Augusto II en Polonia en 1707.
Pese a la inferioridad sueca y a la contundencia rusa en las Provincias Bálticas, el 26 de julio de 1704, Adam Ludwig Lewenhaupt, general sueco de Livonia, ganó una significativa batalla en Jakobstadt (hoy Jēkabpils), Curlandia. Lewenhaupt comandaba un ejército de suecos y polacos, y se impuso a una fuerza tres veces superior.
Para neutralizar a Lewenhaupt, Pedro I envió a Sheremétev con doce mil hombres. El 16 de julio, en la batalla de Gemauerthof, Lewenhaupt y sus siete mil soldados consiguieron una nueva y resonante victoria, lo que retrasaría los planes del zar para ocupar Curlandia.
Sin embargo, Lewenhaupt no pudo resistir mucho tiempo los embates rusos, y en agosto tuvo que retirarse a Riga. Con ello, Rusia pudo apoderarse de toda Curlandia (hasta entonces una posesión de la República de las Dos Naciones), y dejando a los suecos con una escasa capacidad de maniobra, el grueso del ejército ruso partió para Goradnia, en Polonia, a finales de año. En los años de 1706 y 1707, no hubo grandes acontecimientos en el frente oriental, y Pedro I se preparó para hacer frente a Carlos XII, que había forzado la paz con Polonia y Sajonia.

## La campaña de Rusia (1708-1709)
Después de la exitosa —aunque larga— guerra contra Polonia y la Paz de Altranstädt, el invicto ejército de Carlos XII de Suecia se encontraba en la cima de su prestigio en 1707. Dinamarca había sido derrotada y amenazada por el ejército sueco, y no había indicios de un nuevo conflicto entre ambos países nórdicos. Sajonia y Augusto II también habían sido vencidos, y Polonia, antes enemiga, era ahora un país aliado, dispuesto a prestar tropas a Suecia. Con su experiencia militar, el apoyo del rey Estanislao I y la llegada de refuerzos de Suecia, Carlos XII decidió emprender la campaña contra Rusia, su último enemigo, que demostraría también ser el más peligroso.
El ejército sueco que salió de Sajonia en 1707 alcanzaba la cifra de treinta y ocho mil soldados. Además, hubo de destacar en Polonia una fuerza de seis mil suecos como apoyo al nuevo rey polaco, Estanislao I, quien ofreció dieciséis mil hombres como eventuales refuerzos. Los suecos pasaron el invierno de 1707 a 1708 en Polonia, a fin de no exponerse al frío invierno ruso.

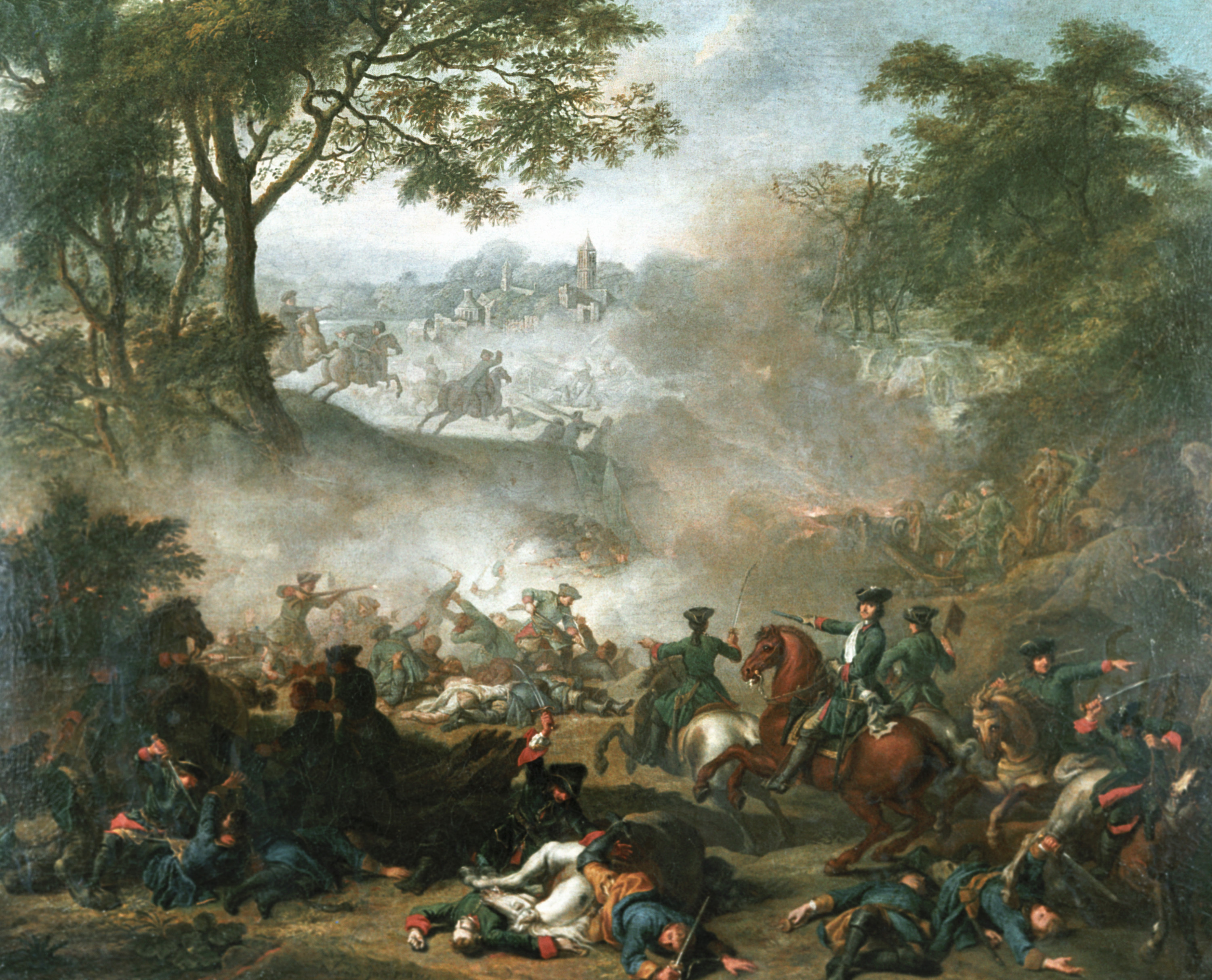
En la batalla de Lesnaya, Bielorrusia, el ejército sueco perdió un sinnúmero de hombres y provisiones, lo que haría imposible un avance sobre Moscú y sería el indicio del fracaso de la campaña de Rusia. Pintura de Jean-Marc Nattier, 1717.

El 28 de enero de 1708, llegó el ejército a Goradnia. En las inmediaciones de Minsk, Carlos XII tomó la decisión de no abalanzarse contra los rusos en las Provincias Bálticas, sino avanzar directamente hacia Moscú. Lewenhaupt, comandante del ejército sueco en Riga, recibió la orden de integrarse a la campaña con un contingente de once mil hombres de Livonia, además de una cuantiosa carga de provisiones y artillería.
El 6 de julio, comenzó la marcha hacia Moscú. Los suecos derrotaron a un ejército ruso en Holowczyn el 4 de julio, en la que sería la última gran victoria de Carlos XII. En esta localidad de Moguiliov se retrasó la marcha, en espera de Lewenhaupt. Los refuerzos se demoraban y ante la proximidad del otoño, Carlos XII prefirió encaminarse con sus tropas con dirección al sur, hacia la más cálida Ucrania.
El día 29 de septiembre, el ejército de Lewenhaupt sufrió una grave derrota. Acometido por sorpresa en Lesnaya, el mariscal sueco tuvo que batirse en retirada y abandonar en su huida las piezas de artillería y todas las provisiones que llevaba consigo, que incluían varias cabezas de ganado. De los once mil suecos de Livonia, solo llegaron seis mil setecientos a reunirse con el ejército principal. Sin provisiones, Carlos XII pretendió buscar abastecimientos en la fértil Ucrania. La marcha contó con innumerables problemas; el hambre hizo su aparición y se volvió cada vez más aguda, y el frío causó varias muertes.

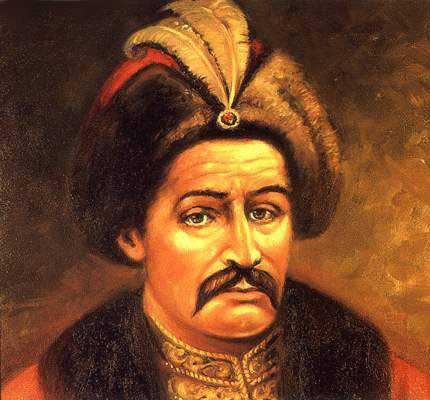
Iván Mazepa, líder de los cosacos de Ucrania, concretó una alianza con Suecia en contra de Pedro I de Rusia

En Ucrania, el líder cosaco Iván Mazepa, hostil al zar de Rusia, ofreció una alianza al rey sueco. El pacto se concretó el 28 de octubre. Sin embargo, la mayoría de los seguidores de Mazepa lo abandonaron y permanecieron fieles al zar. Los rusos, en venganza, incendiaron Baturin, la capital de Mazepa. Cuando los suecos llegaron a Ucrania, a finales de noviembre de 1708, Baturin se encontraba desolada y sin provisiones. La rebelión de Mazepa había fracasado y solo pudo ofrecer dos mil guerreros a la causa sueca.
Ante la adversidad, Carlos XII decidió pasar el invierno en el norte de Ucrania bajo la constante amenaza rusa. La estrategia de Pedro I fue evitar una batalla en campo abierto, practicar la técnica de tierra quemada y realizar pequeñas escaramuzas a fin de desgastar a los suecos y dificultar su aprovisionamiento.
Estanislao I de Polonia no envió los refuerzos prometidos al ejército sueco, pues necesitaba una importante fuerza militar para asegurar su posición en el trono. Así, Carlos XII se quedó solo en Ucrania, bajo condiciones muy adversas y con un número de hombres cada vez más escaso. Evaluó que un ataque a Moscú sería muy imprudente, tomando en consideración que el ejército enemigo duplicaba en número al suyo. Sin pensar en una retirada y llevado por la soberbia de sus victorias, fijó sus esperanzas en atraer a Pedro I e infligirle una decisiva derrota.
Con esas expectativas, atacó Véprik, un importante punto de apoyo del ejército ruso. A falta de una artillería contundente, se optó por asaltar la plaza. El 7 de enero, empezó la operación, que costó importantes pérdidas a los suecos, aunque finalmente se consiguió la capitulación de la ciudad.

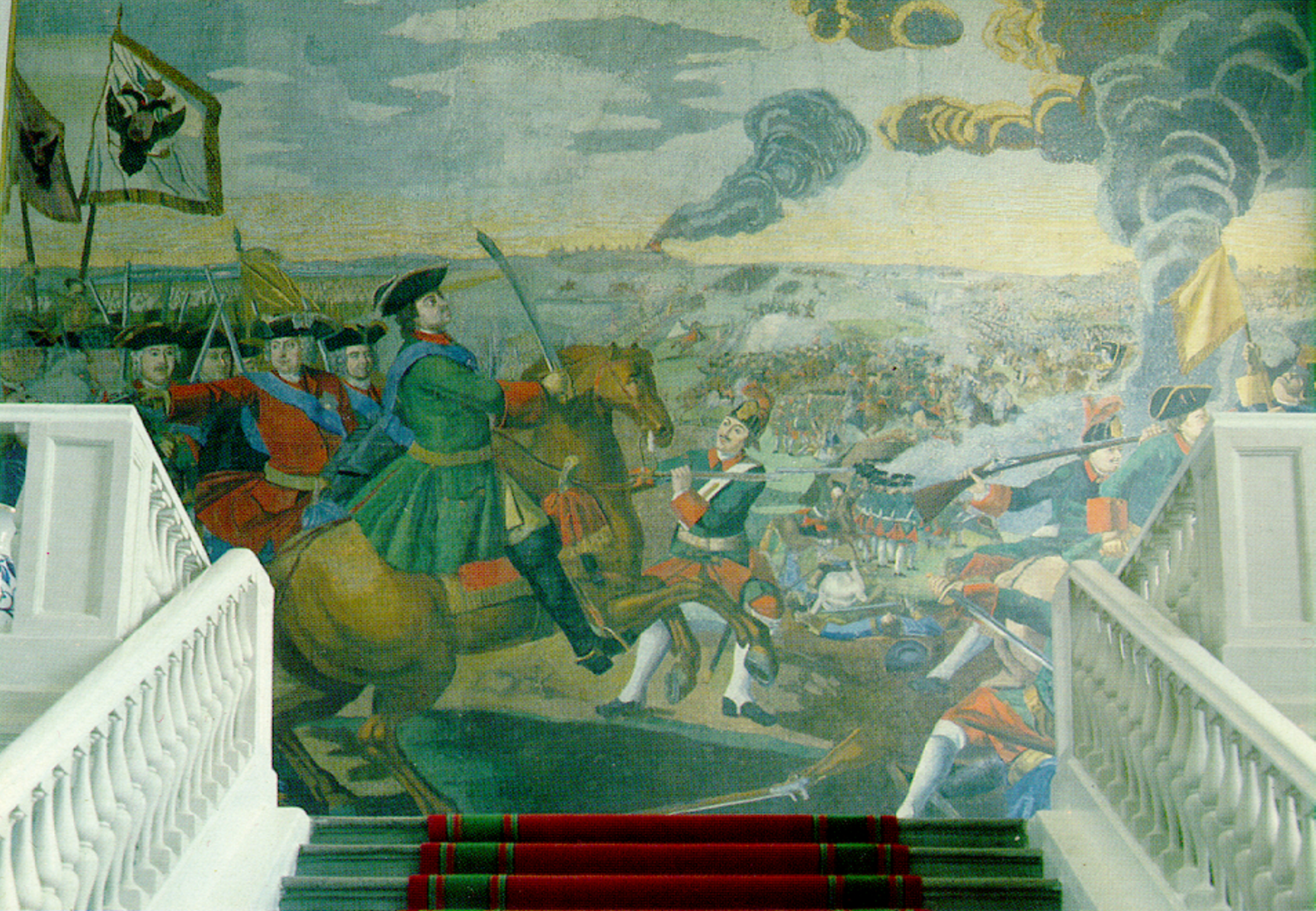
Pedro I de Rusia en la batalla de Poltava. Fragmento de un mosaico ruso de Mijaíl Lomonósov (1717).

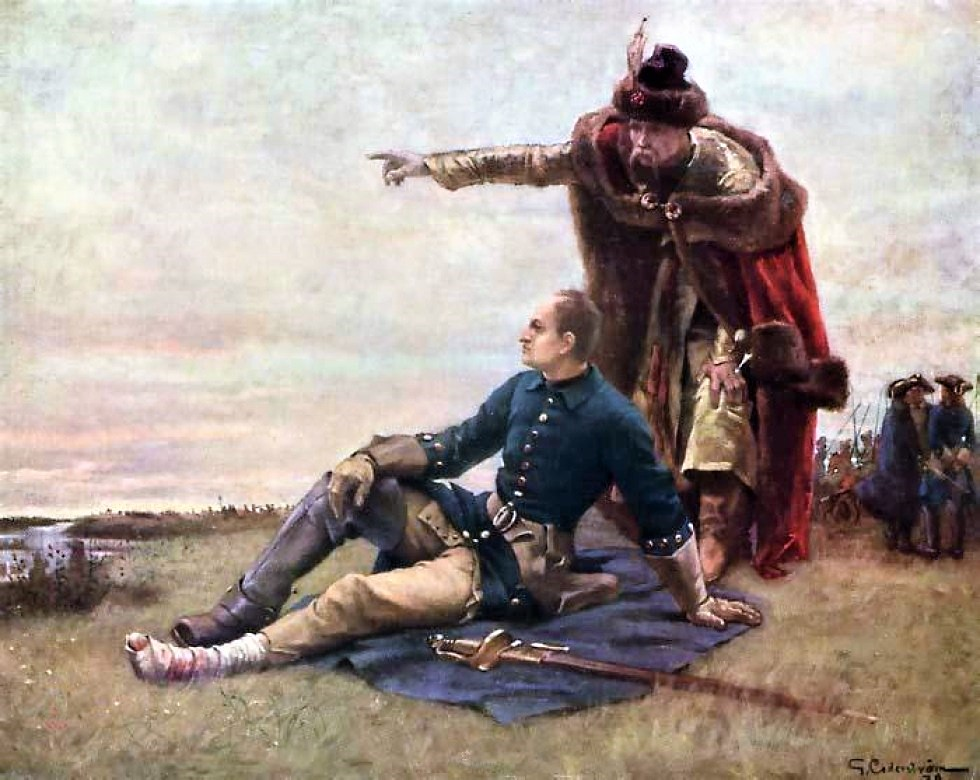
Carlos XII de Suecia e Iván Mazepa después de la batalla de Poltava. Pintura de Gustaf Cederström.

Las tropas suecas continuaron buscando el momento propicio para entrar en batalla con los rusos. Tratando de atraer al enemigo, se sitió la ciudad de Poltava, muy cerca del campamento de Pedro I y el principal ejército ruso. En las escaramuzas anteriores, Carlos XII había resultado herido y no pudo dirigir las acciones, delegando el mando en Rhenskiöld y Lewenhaupt. Ambos generales no pudieron actuar coordinadamente en la batalla.
El 28 de junio los suecos iniciaron un temerario ataque ante tropas rusas que les doblaban en número. Los soldados rusos lograron una victoria sin precedentes y Suecia perdió siete mil soldados en combate y tres mil cayeron prisioneros. El resto de los suecos —unos dieciséis mil hombres— escapó hacia el sur, y gracias a que el zar no ordenó una persecución inmediata, pudo avanzar rápidamente. Carlos XII siguió el curso del río Vorskla, y el 30 de junio lo que quedaba de sus tropas arribó a Perevolochna, en la confluencia con el río Dniéper. Ante la persecución encabezada por Aleksandr Ménshikov, el monarca cruzó el río con menos de dos mil hombres a fin de refugiarse en el Imperio Otomano. El resto del ejército sobreviviente, comandado por Lewenhaupt, se rindió ante un ejército ruso inferior en número. Varios de los prisioneros suecos fueron llevados a Moscú, y de ahí enviados a Siberia.

## Consecuencias de Poltava

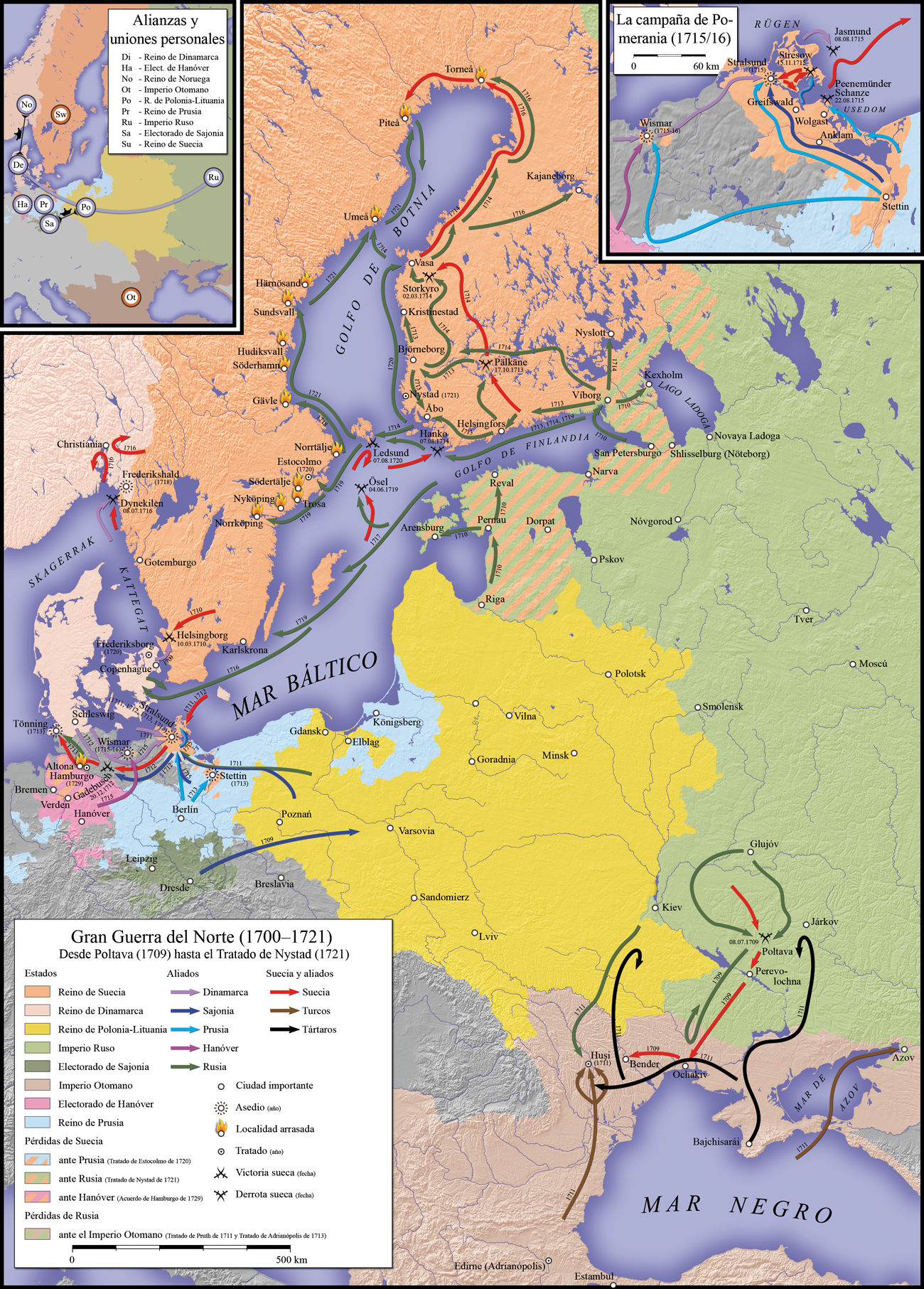
Mapa de la gran guerra del Norte de 1709 a 1721

Poltava significó el punto de quiebre del prestigio militar sueco y cambió significativamente el curso de la guerra. Considerando inmejorable la ocasión, los viejos enemigos de Suecia se prepararon para reincorporarse al conflicto. El 8 de agosto de 1709, Federico IV de Dinamarca declaró nuevamente la guerra a Suecia, retomando sus pretensiones de conquistar el sur de este país.
Por su parte, Augusto II, apoyado por el zar de Rusia, regresó a Polonia en 1709 con su ejército sajón. En Polonia, el rey Estanislao I era considerado por una parte considerable de la población como un títere del rey de Suecia, y la oposición se alió con Augusto II. El ejército sueco destacado en Polonia, bajo el mando de Ernst Detlof von Krassow, se replegó hacia Pomerania, en Alemania, para evitar ser acorralado por los rusos y los sajones que penetraban en territorio polaco. Estanislao I, sin posibilidades de resistir, se retiró junto con los suecos y posteriormente se exilió a Alemania, donde viviría asilado en Zweibrücken, en las posesiones familiares de Carlos XII de Suecia. Augusto II volvió a ser nombrado rey de Polonia ese mismo año, y se reincorporó a la guerra, participando en el asedio contra la Pomerania Sueca al lado del zar, cuyas tropas utilizaron el territorio polaco como paso hacia Alemania.

## Guerra en las Provincias Bálticas y Finlandia (1708-1712)

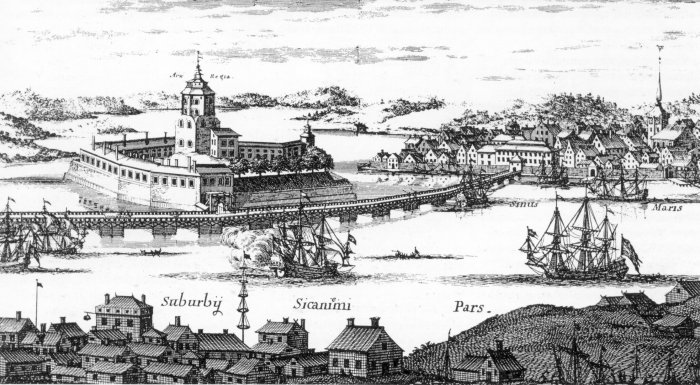
Grabado de Výborg cerca de 1700 por Erik Dahlbergh, en Suecia antiqua et hodierna. Con la caída de esta ciudad fortificada en 1710, Finlandia quedó abierta a los avances rusos.

El frente oriental entró en un período de relativa calma desde 1706, cuando el zar, después de sus conquistas en la región, se preparaba para enfrentar la invasión de Carlos XII. Durante la campaña sueca de Rusia, se sucedieron en el Báltico solamente operaciones militares menores, principalmente escaramuzas. En la región, Suecia solo conservaba Riga, Dünamünde, Reval y Pernau.
En 1708, mientras Carlos XII avanzaba a través de Ucrania, Georg Lybecker se encargó del mando sueco en Finlandia, y Fiódor Apraksin fungió como comandante de las fuerzas rusas en San Petersburgo. Lybecker intentó ese año asaltar San Petersburgo, pero no tuvo éxito. Apraksin, por su parte, ordenó el bombardeo desde el mar de las costas de Finlandia.
En 1709, tras la batalla de Poltava, regresaron las hostilidades a la región con especial crudeza. Los rusos estaban dispuestos a expulsar por completo a los suecos. Ese año fue rodeada Riga, ciudad fortificada que se rindió el 1 de julio de 1710. A principios de septiembre habían capitulado Dünamünde, Pernau y Reval. En Finlandia, Výborg, una ciudad considerada inexpugnable, cayó en manos rusas el 10 de junio, dejando a Finlandia desamparada por el este.
Los avances rusos en Finlandia cesaron repentinamente en 1711, cuando el zar Pedro I tuvo que concentrar sus fuerzas en el sur, ante la noticia de que el Imperio otomano intervendría en su contra en la guerra.

## Invasión danesa del sur de Suecia (1709-1710)
La declaración de guerra danesa llegó al Consejo de Estado sueco el 18 de octubre de 1709. Con la aplastante derrota en Poltava, se estimaba que le tomaría a Suecia bastante tiempo reconstruir su ejército, y el rey Federico IV de Dinamarca juzgó propicia la situación para ordenar una invasión en el sur de Suecia y recuperar Escania, Halland y Blekinge, provincias con población de lengua danesa, así como Bohuslän, territorio tradicionalmente noruego. Esta nueva fase del conflicto es conocida en Dinamarca y Noruega como la guerra de los Once Años, ya que duró de 1709 a 1720.
El ejército danés, al mando de Christian Ditlev Reventlow, consistía de unos quince mil hombres, mientras que Magnus Stenbock, jefe de la defensa sueca, disponía de una fuerza similar. Tanto Reventlow como Stenbock se encontraban entre los militares más destacados en sus respectivos países.

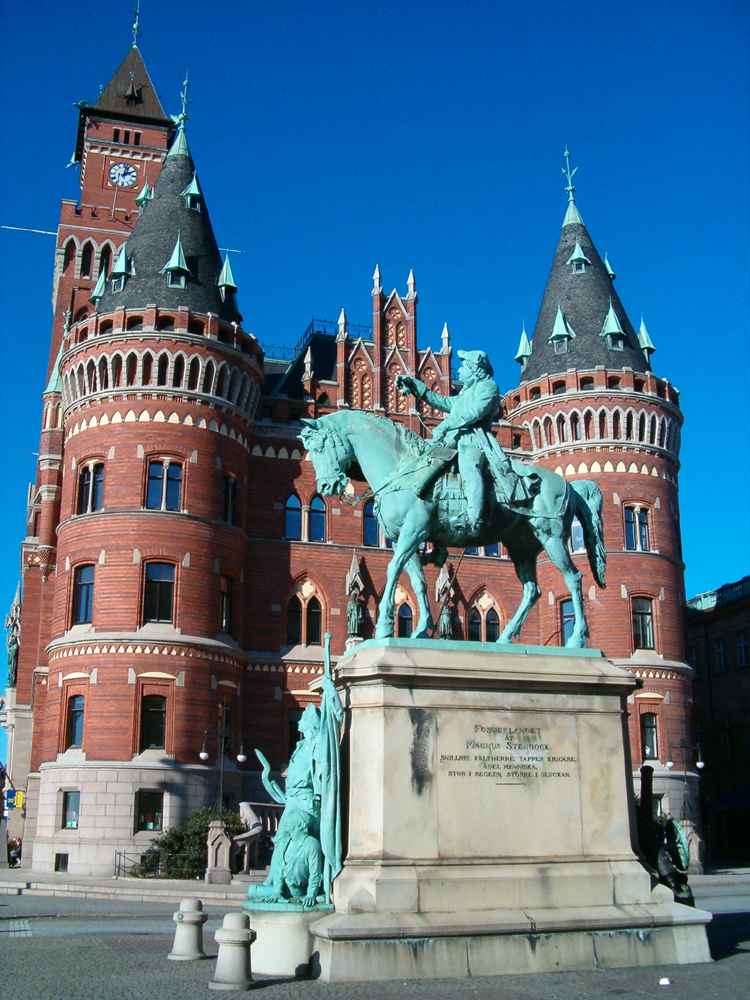
Estatua de Magnus Stenbock en Helsingborg, ciudad donde venció sobre los daneses

A finales de otoño de 1709 se reunió la gran flota danesa en el Oresund, y el 2 de noviembre, el ejército de Reventlow desembarcó en la aldea de Råå. Los daneses avanzaron rápidamente sin oposición y tomaron la ciudad de Helsingborg. Mientras Stenbock se replegaba hacia Småland, Reventlow controlaba, en diciembre, toda la provincia de Escania, a excepción de las ciudades fortificadas de Malmö y Landskrona.
Después de acampar entre Helsingborg y Landskrona, el ejército danés partió a principios de enero de 1710 con dirección a Kristianstad. El objetivo central era la conquista de Karlskrona, donde se hallaba el arsenal naval sueco. Kristianstad capituló el 13 de enero, pero Reventlow, en vez de marchar hacia Karlskrona, se retiró de regreso a Escania, enterado de que Stenbock había organizado su ejército en Växjö y comenzaba a moverse hacia Escania.
Reventlow enfermó repentinamente y fue sustituido en el mando por Jørgen Rantzau. El nuevo comandante, temeroso de quedar rodeado por los suecos, se replegó a Helsingborg. Antes de que pudiese llegar al abrigo de la ciudad, fue atacado por Stenbock el 28 de febrero. Aunque con éxitos iniciales, el ejército danés se batió en retirada hacia los muros de la ciudad. Las bajas danesas alcanzaban la mitad del ejército original, pero Rantzau se negó a capitular. Ante la posición danesa, Stenbock bombardeó Helsingborg. Los últimos daneses abandonaron Escania el 5 de mayo, tras destruir sus piezas de artillería y sacrificar sus caballos.

### La guerra en el mar
Aun cuando Dinamarca no pudo concretar su empresa de conquista en la península escandinava, su entrada en la guerra significó un nuevo equilibrio de fuerzas en el mar, ya que la armada danesa aún mantenía su prestigio militar. El Báltico se convirtió en un escenario frecuente de desgastantes batallas entre las flotas sueca y danesa, con fortuna cambiante y sin que una pudiese obtener una victoria contundente sobre la otra. La presencia de barcos de guerra daneses en el Báltico dificultó la comunicación entre Suecia y sus territorios en Alemania, amenazados por los aliados, así como la posibilidad de una ofensiva sueca por mar sobre sus enemigos. Entre tanto, el zar avanzaba aceleradamente en la construcción de su flota de guerra en San Petersburgo.

## Carlos XII y la intervención turca (1709-1714)

Mapa de la guerra turco-rusa de 1711

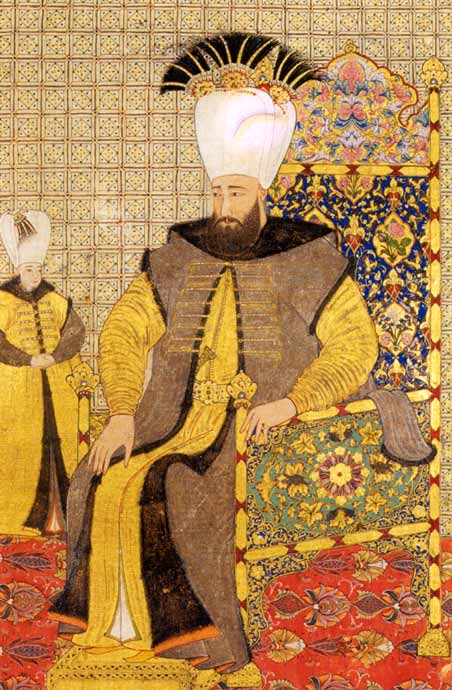
Ahmed III del Imperio otomano

Aislado en el Imperio otomano, Carlos XII se había convertido en un hombre urgido de una alianza militar. Establecido en Bender (actual Tighina, en Moldavia) como huésped de Ahmed III, el rey escandinavo intentó atraer a la guerra al sultán, un viejo enemigo del zar Pedro I. Aunque no pudo recibir el mando de un ejército turco, sí logró en cambio convencer a Ahmed III de declarar la guerra a Rusia en 1711, prometiendo la llegada del ejército sueco destacado en Polonia.
La guerra ruso-turca fue muy breve, y se resumió en una campaña rusa sobre Moldavia, comandada por Borís Sheremétev y el propio zar Pedro I, y apoyada por Dimitrie Cantemir, príncipe de Moldavia. En la batalla del Prut, el 10 de julio de ese año, Pedro I fue derrotado por un ejército turco estimado en doscientos mil hombres, bajo el mando del gran visir Baltacı Mehmed Pachá.
Ahmed III consideró un avance hacia Moscú, pero tuvo que renunciar a ese plan por el estallido de un conflicto interno en su imperio. En el mismo mes de julio, el influyente gran visir Baltaci Mehmed, que desconfiaba de la injerencia sueca en el imperio, firmó la paz con Rusia. De acuerdo a las condiciones acordadas, Rusia cedería Azov a Turquía, derribaría la fortaleza de Taganrog y se comprometió a no interferir en los asuntos de Polonia, otro país tradicionalmente enemigo del Imperio otomano.

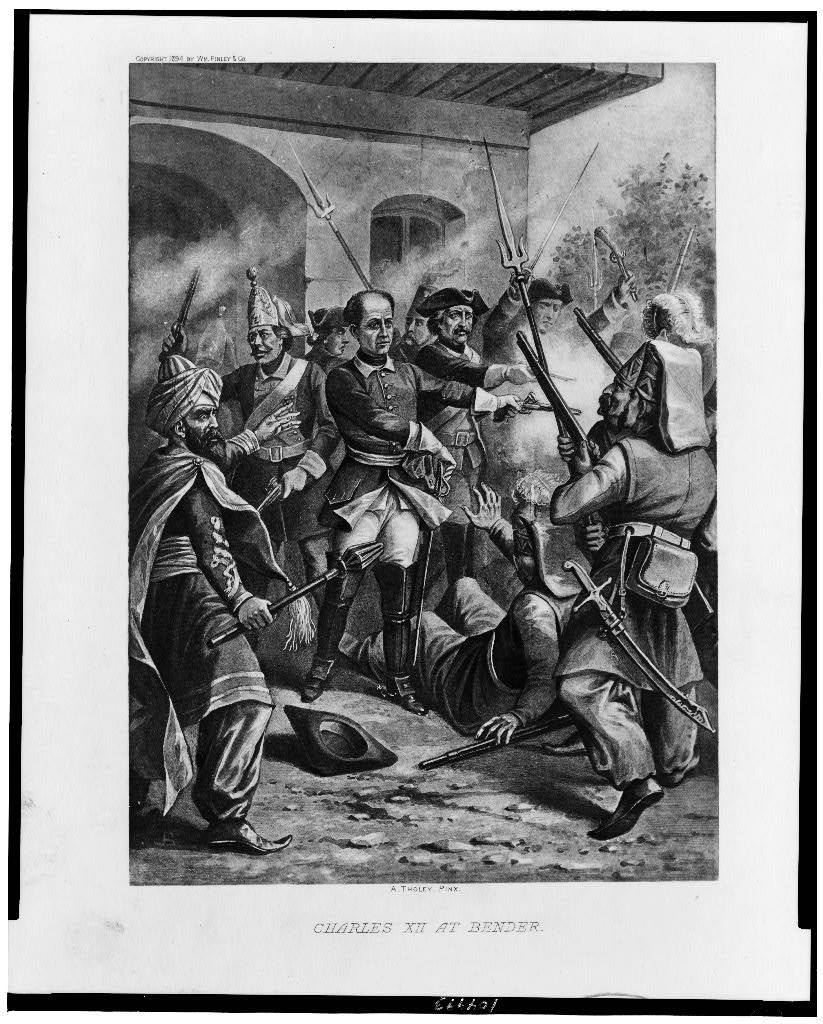
El tumulto de Bender, en 1713

Carlos XII continuó instigando en vano para que el sultán continuase la guerra. La ayuda de Polonia nunca llegó, pues su aliado Estanislao I fue depuesto y Augusto II ocupó nuevamente el poder, obligando al retiro de las fuerzas suecas destacadas en el país. Ahmed III, además, fijaba su atención en los intereses de Venecia hacia Grecia.
En 1712 la presencia de Carlos XII comenzó a ser incómoda para el Imperio otomano, que deseaba una paz duradera con Polonia y Rusia. El rey Augusto II de Polonia intrigó en Constantinopla para acelerar la expulsión de Carlos XII y poder así prenderlo. El 1 de febrero de 1713, un ejército turco llegó a Bender con la intención de expulsar a los suecos. Estos ofrecieron resistencia en un encuentro conocido como el Tumulto de Bender, que terminó con la captura del rey de Suecia. El monarca permaneció prisionero en Didimóteico hasta el verano de 1714. Su estancia la aprovechó el nuevo gran visir Silahdar Damat Ali Pachá como un medio de presión para alcanzar sólidos acuerdos diplomáticos con Polonia y Rusia, y su salida fue obstaculizada. Con la conclusión del Tratado de Rastatt en 1714 entre Francia y el Sacro Imperio Romano Germánico, la Sublime Puerta advirtió una potencial amenaza en este último, por lo que el gran visir dejó de interesarse en el caso sueco y liberó a Carlos XII.
En octubre, el rey de Suecia cabalgó de regreso a sus posesiones viajando de incógnito para evitar ser prendido, hasta llegar al puerto de Stralsund el 11 de noviembre. El resto de su ejército, que incluía algunos cosacos, se le uniría después.

## Guerra en Alemania (1711-1716)
En 1711 comenzó una nueva fase en la gran guerra del Norte, que desplazó el teatro de operaciones al Sacro Imperio Romano Germánico. Dinamarca fijaba ahora su interés en la eventual ganancia de territorios a costa de Suecia. Rusia y Polonia tomaron la campaña alemana como un modo de forzar la paz con Suecia y afianzar su influencia entre los Estados alemanes. Otros Estados vecinos al conflicto eran los ducados de Mecklemburgo (en cuyo interior se localizaba la ciudad sueca de Wismar), así como Hannover y Prusia, estos dos últimos con creciente influencia regional política y económica, así como con intereses expansionistas, pero que permanecían neutrales.

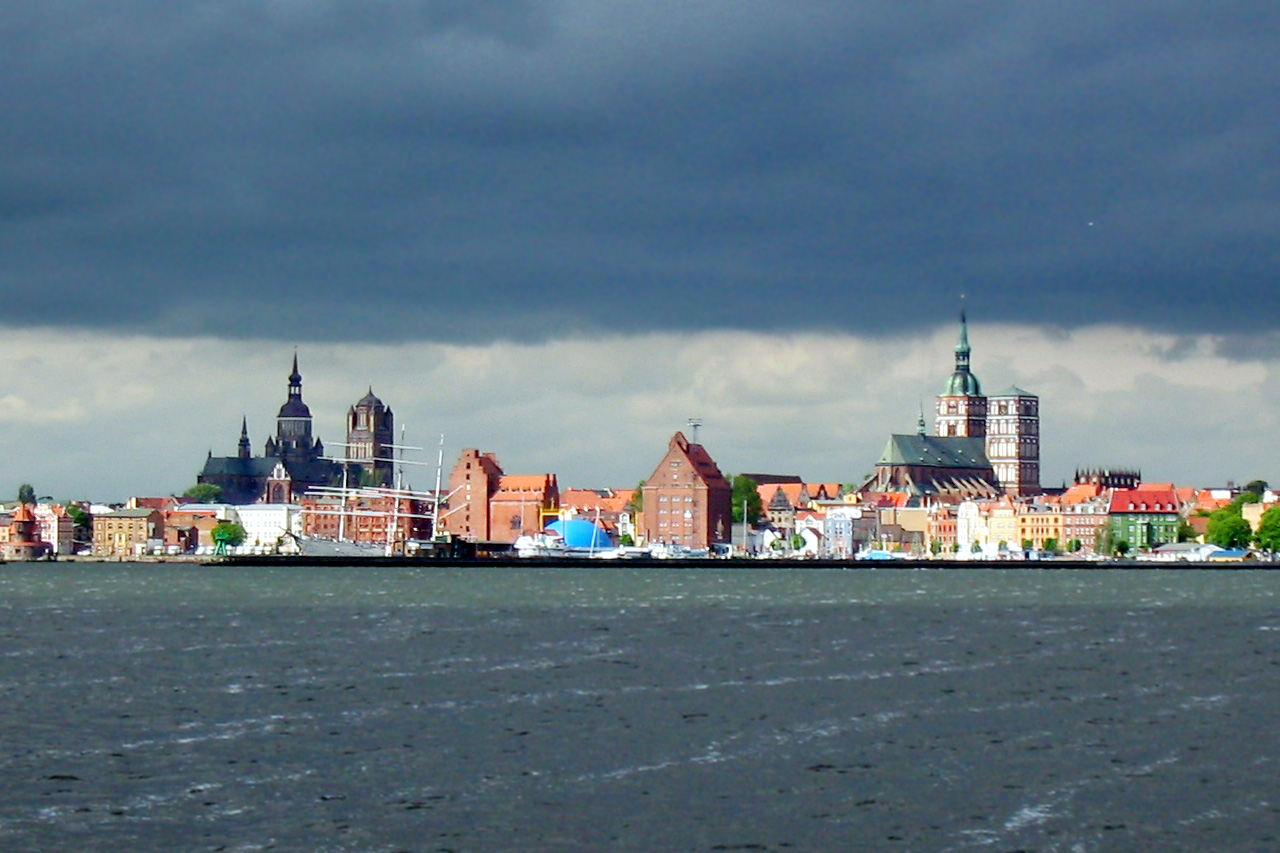
Vista de la ciudad portuaria de Stralsund, la principal plaza fuerte sueca en Pomerania

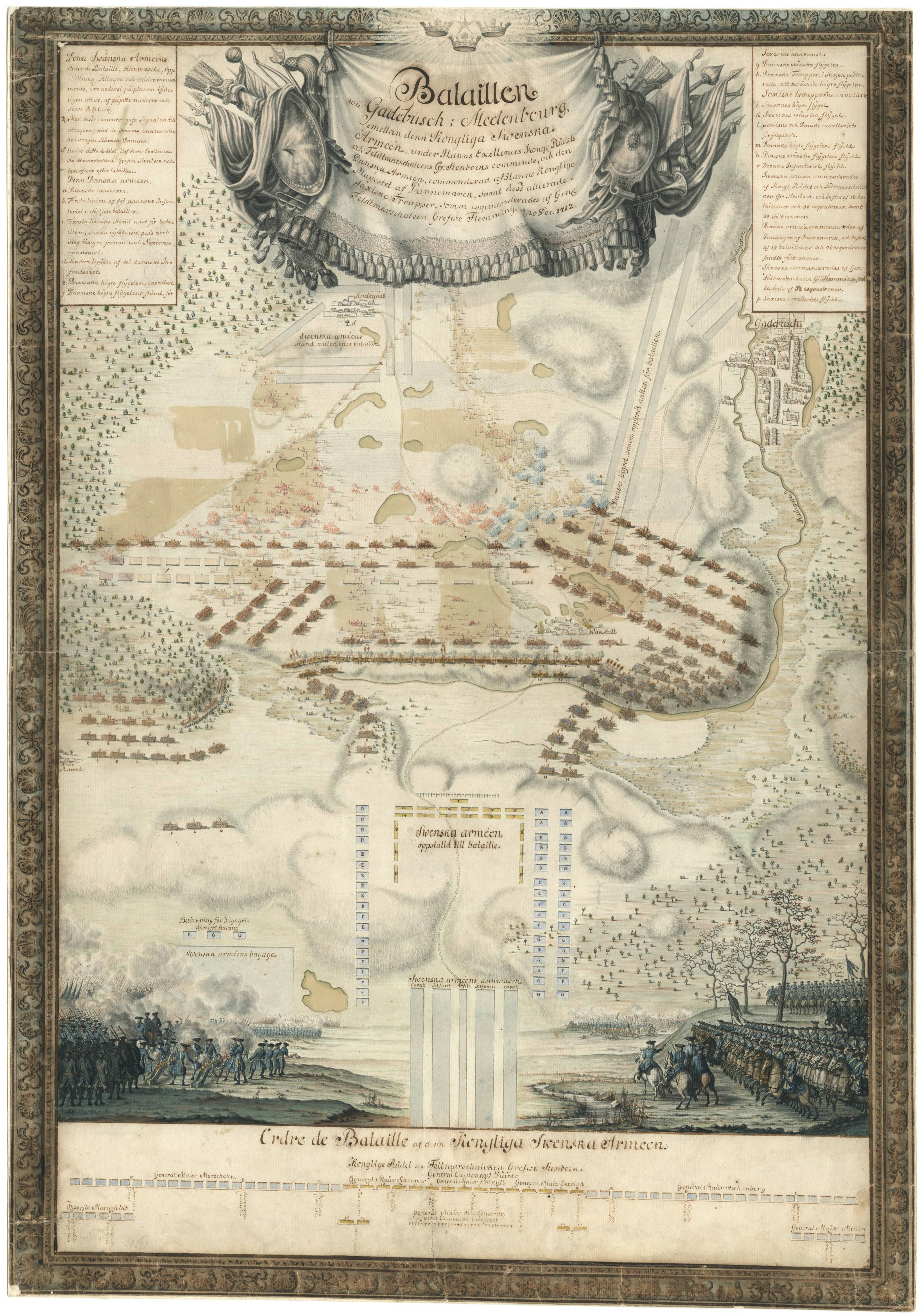
Grabado de la batalla de Gadebusch

Ese mismo año, los territorios suecos en Alemania, débilmente defendidos, fueron atacados por tropas danesas, sajonas y rusas. La campaña de los aliados, sin embargo, no fue tan rápida como éstos hubieran deseado, entre otros motivos, por la artillería insuficiente.
Con su rey en el Imperio otomano, Suecia invocó la experiencia militar de Magnus Stenbock, el vencedor de Helsingborg, para reforzar el frente alemán. En 1712, Stenbock dispuso en Suecia un ejército a su mando. Esta expedición era demasiado ambiciosa, pues pretendía incorporarse a un ejército turco y a Carlos XII en una eventual incursión en Rusia. En agosto de 1712 tuvo Stenbock listas sus tropas (la mitad permaneció en Suecia) y zarpó de Karlskrona escoltado por la flota de guerra de Hans Wachtmeister. Wachtmeister tenía la misión de bloquear a la armada danesa, pero ésta pudo burlar el cerco e incendiar las tres cuartas partes de los barcos de transporte suecos. La alarma entre los suecos produjo un desembarco precipitado, y el ejército se encontró dividido en diferentes puntos de la costa alemana.
Con importantes pérdidas humanas y materiales, Stenbock logró desembarcar en Stralsund. Rodeado en ese puerto, decidió tomar la ofensiva, abrirse paso en territorio enemigo y avanzar por el oriente hasta Wismar, donde esperaba poder reunirse con el resto de su ejército. Mientras avanzaba, fueron a su encuentro tres ejércitos enemigos. Tomó la decisión de acometer a los daneses, con los que inevitablemente tenía que toparse en su marcha hacia el oriente. El encuentro ocurrió el 9 de diciembre en Gadebusch. Los daneses, reforzados con caballería sajona, eran superiores en número, pero fueron derrotados por los suecos. La batalla fue la última gran victoria de Suecia en la guerra y le valió a Stenbock el grado de mariscal de campo.
Con todo, la victoria no tuvo mayor significado en la guerra, por lo que la posición de los suecos en Alemania seguía siendo grave. Amenazado por la llegada del invierno, Stenbock llegó a Holstein-Gottorp, donde pasó la estación invernal en la fortaleza de Tönnning.
En el principado de Bremen, la ciudad de Stade cayó ante Federico IV de Dinamarca en agosto de 1712. La ciudad fue incendiada y con ella todo el principado pasó a manos del rey danés. Federico IV pretendía atraer a Hanóver a su lado en la guerra, bajo la promesa de cederle el principado de Bremen. Enseguida Hanóver, que se mantenía neutral, ocupó pacíficamente el territorio.
En Tönning, el ejército sueco fue acuciado por el hambre, la enfermedad y por el cerco danés. Stenbock se rindió en agosto de 1712 y todo su ejército, que rozaba los once mil soldados, fue hecho prisionero. Sin el apoyo sueco y sin duque desde 1702, Holstein-Gottorp quedó totalmente indefenso ante Dinamarca y capituló en febrero de 1714.
En 1713 Stettin, en la Pomerania Sueca, fue cedida a la neutral Prusia, ante la inminente conquista de la ciudad por los rusos. A finales del año, solo quedaban Stralsund y Wismar como dominios suecos en Alemania. Stralsund fue bloqueada por rusos, daneses y sajones en el otoño de ese año, pero la ciudad se encontraba bien defendida y pudo resistir el cerco.
El fin de la guerra de Sucesión española en 1713 complicó aún más el panorama para Suecia. Las potencias marítimas, Gran Bretaña y los Países Bajos, volvieron a mostrar interés por la gran guerra del Norte. Ambas naciones enfriaron sus relaciones con Suecia ante el bloqueo de ésta de sus antiguos puertos en los países bálticos, ahora ocupados por Rusia, medida que afectaba el comercio británico y holandés en el Báltico.

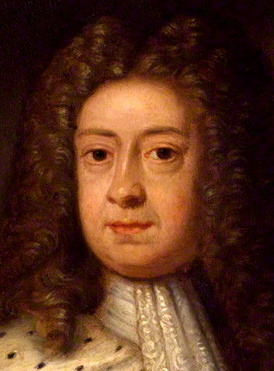
Jorge I de Gran Bretaña, elector de Hanóver

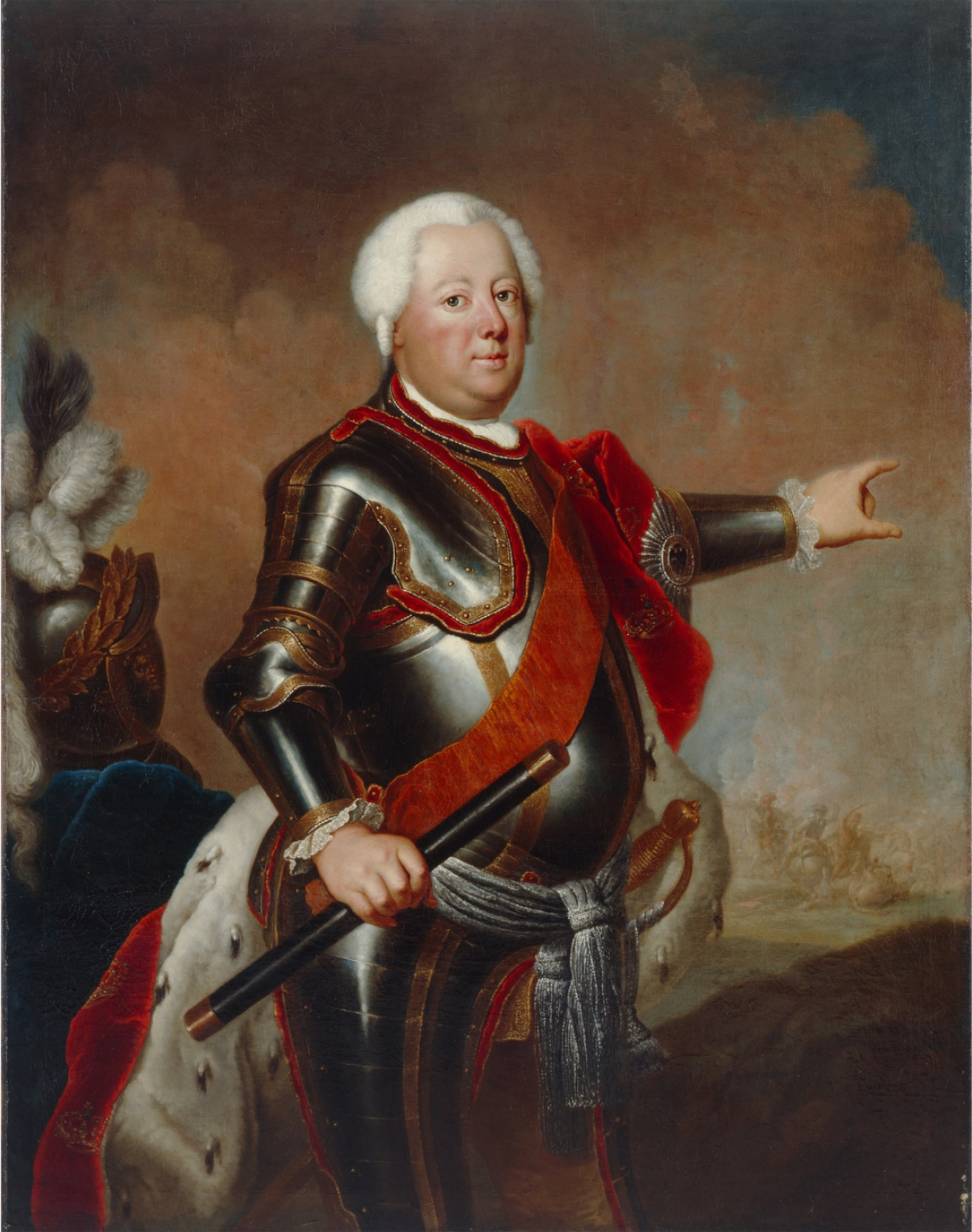
Federico Guillermo I de Prusia

Por otro lado, Prusia había utilizado su ejército contra Francia en la guerra de Sucesión española, pero tras la firma del Tratado de Utrecht decidió involucrarse en una guerra contra Suecia en junio de 1715, con la finalidad de apoderarse de territorios dentro de la Pomerania Sueca, y se sumó a daneses y sajones en las operaciones contra las posesiones suecas. En 1714, el príncipe elector Jorge de Hanóver accedió al trono británico, un acontecimiento perjudicial para Suecia. Mientras Hanóver declaraba la guerra a Suecia en octubre de 1715, Gran Bretaña se mantuvo neutral, pero siguió una política cada vez más hostil.
Cuando Carlos XII de Suecia llegó a Stralsund el 11 de noviembre de 1714, después de casi seis años en el Imperio otomano, la situación era crítica. El rey organizó la defensa de la Pomerania Sueca y emprendió una campaña sobre Sajonia, pero resultó derrotado en la batalla de Stresow, en noviembre de 1715, ante un ejército combinado de daneses, sajones y prusianos. A ello siguió la conquista de la isla de Rügen por Dinamarca, con lo que el aprovisionamiento por mar del puerto de Stralsund se dificultó. Dinamarca ocupó los territorios de Pomerania al norte del río Peene, mientras que Prusia se adjudicó el resto de la región. Carlos XII se había propuesto defender Stralsund a toda costa, pues la ciudad era la puerta de entrada sueca a Alemania y un puente para una futura intervención en Polonia. La ciudad capituló el 1 de diciembre de 1715, mientras Carlos XII navegaba hacia Trelleborg, de regreso a Suecia.
A finales de 1715, Dinamarca y Prusia asediaron Wismar, la última plaza sueca en Alemania, que se rindió en abril de 1716.

## Guerra en Finlandia (1713-1716)

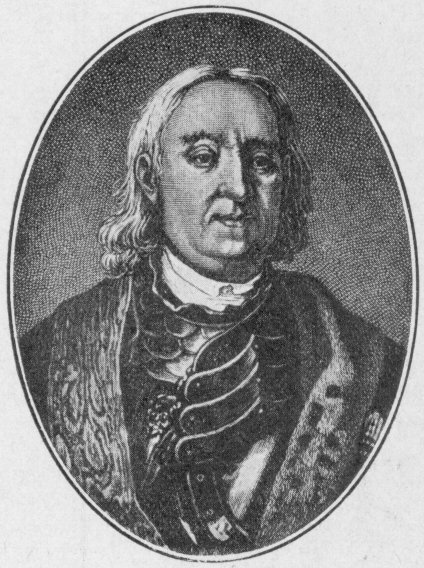
Fiódor Apraksin, almirante de la Flota rusa del mar Báltico

Desde la primavera de 1713, cuando la amenaza otomana había quedado superada y se había consolidado la creación de una poderosa armada rusa, el zar Pedro I emprendió los preparativos para una campaña en Finlandia por mar y tierra. Atacando esa región, entonces parte integral de Suecia, el zar pretendía forzar a esta última a aceptar una paz favorable a Rusia, al mismo tiempo que se desarrollaban las operaciones bélicas en Alemania.
En abril, Fiódor Apraksin pretendía desembarcar su ejército de diez mil soldados de infantería rusos en Helsinki, la principal ciudad finlandesa. Sabedor de ello, el comandante de la defensa de la ciudad, Carl Gustav Armfeldt, optó por incendiar Helsinki y marchar a Borgå, pero allí tuvo dificultades para reunirse con el resto del ejército. Esa situación fue aprovechada por Apraksin para ocupar rápidamente y sin oposición toda la costa sur finlandesa, una operación que concluyó en agosto. El comandante en jefe del ejército de Finlandia, Georg Lybecker, acosado por el enemigo, se refugió en Tavastehus.
Armfeldt fue derrotado el 6 de octubre en Pälkäne y tuvo que retirarse hacia el norte con tan solo cinco mil soldados, entre ellos campesinos finlandeses mal entrenados. Armfeldt pensaba que el duro clima del norte disuadiría el avance ruso, pero contra todos los pronósticos, Mijaíl Golitsyn arremetió contra los suecos en la batalla de Storkyro el 19 de febrero de 1714. Aunque con una ventaja al principio, Armfeldt fue vencido y se replegó hacia el oeste. Así, toda la provincia de Österland (la mayor parte de la actual Finlandia) quedó a merced del invasor.

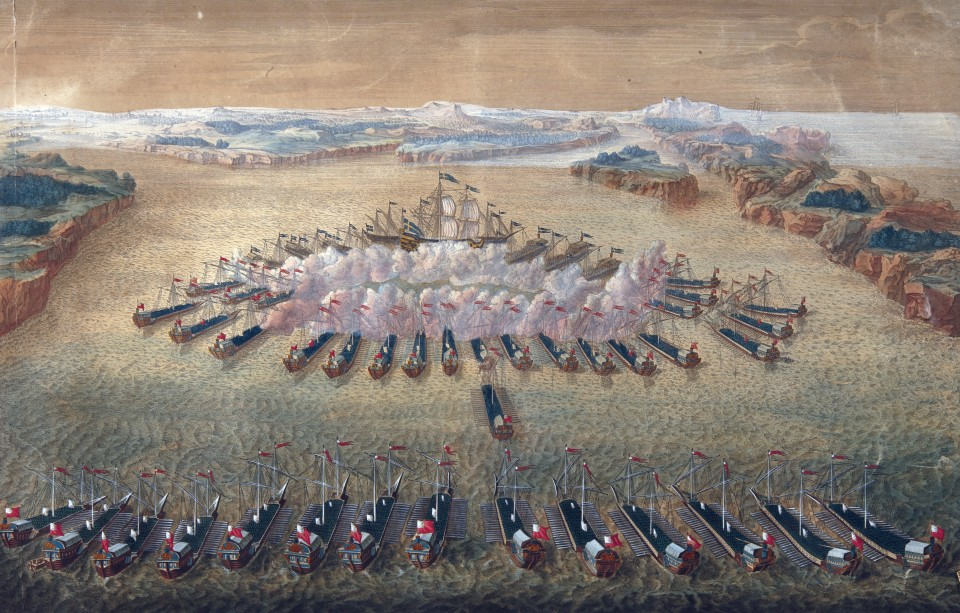
La batalla naval de Rilax, en 1714. Pintura de Maurice Baquoi

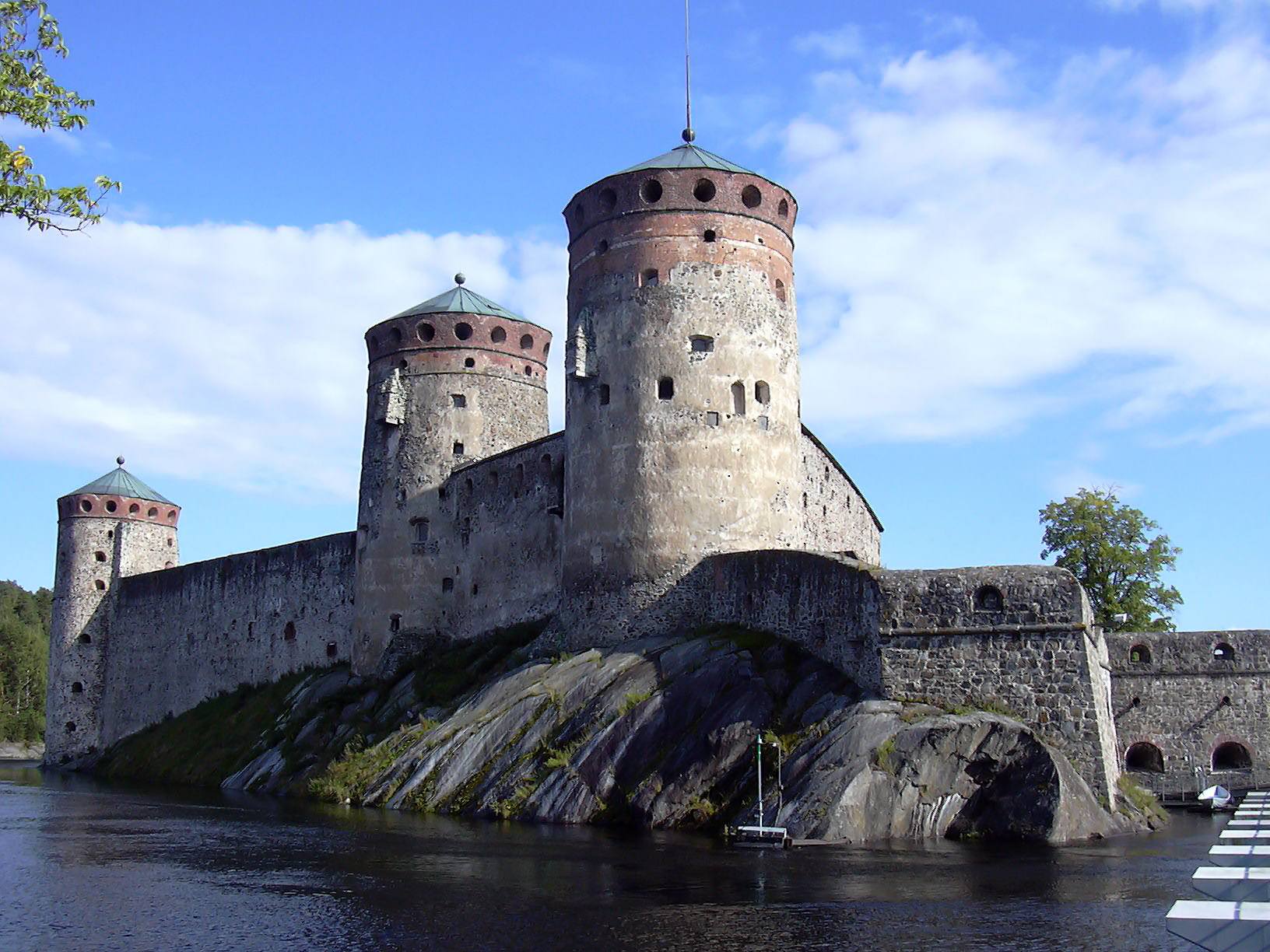
Castillo sueco de Olofsborg, en Savonlinna

La guerra por mar se recrudeció. Las islas Åland fueron conquistadas por la flota rusa el 12 de agosto de 1714, tras una feroz resistencia de la población. El 27 de julio, una débil flota sueca de solo ocho galeras y ocho buques menores se enfrentó a una flota rusa nueve veces superior en número en la sangrienta batalla de Rilax. Todos los buques suecos fueron abordados y casi toda su tripulación aniquilada; sin embargo, las pérdidas rusas ascendieron a cinco mil hombres, y se logró retardar las embestidas rusas contra la costa occidental de Suecia.
Tras la retirada de Armfeldt, se sucedió una serie de conquistas rusas. En marzo de 1716 cayó Kajaneborg, y el 29 de julio, la fortaleza de Olofsborg, en Nyslott (actual Savonlinna), la última fortificación sueca en la región, lo que puso fin a la campaña de Finlandia. La devastación y ocupación del país, así como los abusos contra la población civil por los rusos, son recordados en la historia finlandesa como «la gran rabia».
Cuando el 8 de abril capituló Wismar, en Alemania, Carlos XII no poseía ningún más territorio fuera de la Suecia propiamente dicha.

## Primeros intentos de paz

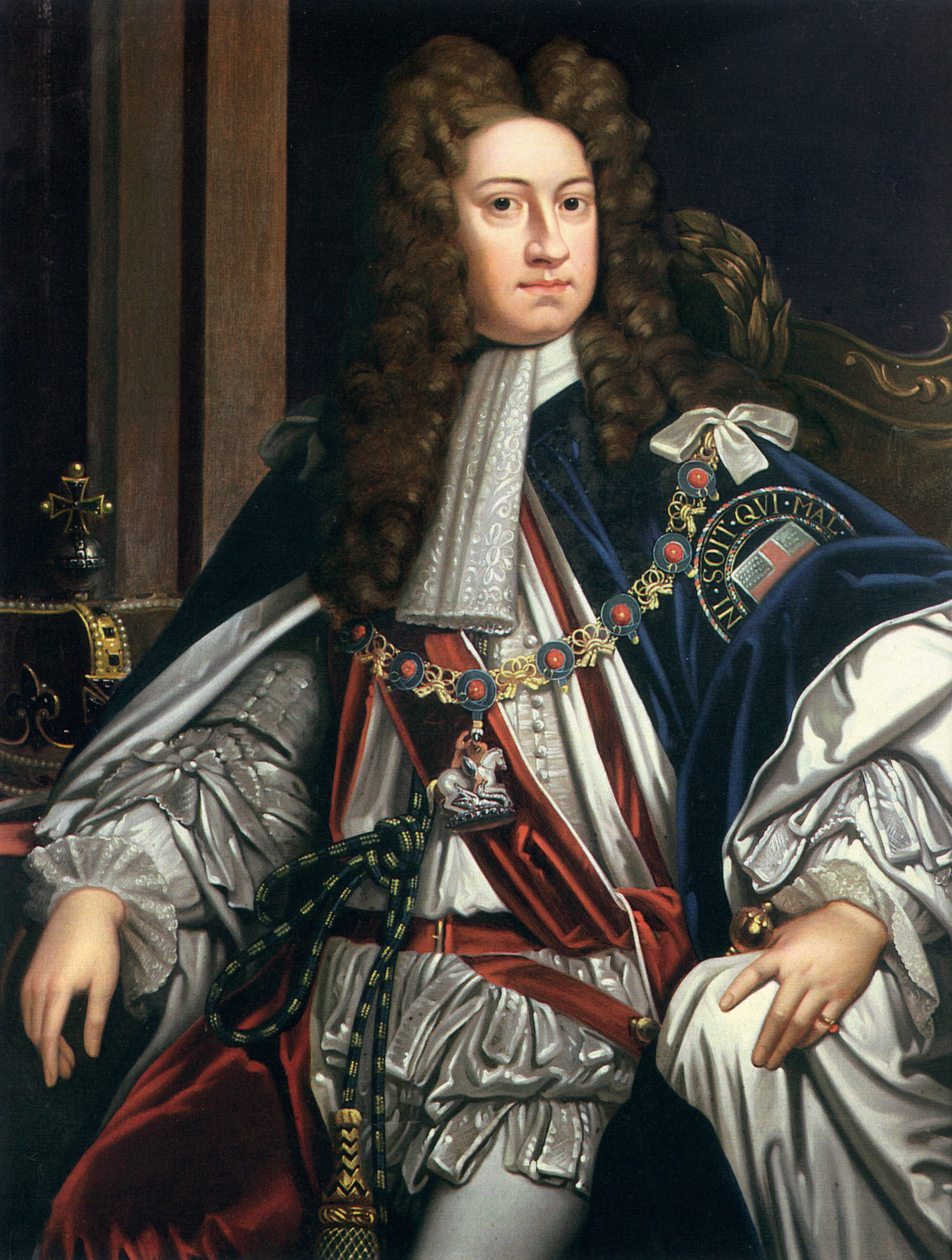
Jorge I de Gran Bretaña sostuvo una postura un tanto ambivalente en la guerra. Como elector de Hanóver, formó parte de la alianza antisueca, y como rey de Gran Bretaña, se mantuvo neutral. Finalmente, se alió a Suecia y fue el fiel de la balanza que evitó el desastre total para este último país.

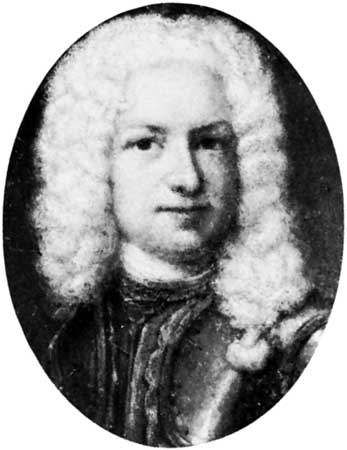
Georg Heinrich von Görtz, ministro plenipotenciario de Carlos XII, demostró ser un hábil diplomático que entabló contacto con varias naciones europeas para buscar nuevas alianzas en la guerra.

De regreso a Suecia en 1715, Carlos XII planeó su siguiente estrategia. Sus posesiones consistían ahora únicamente de la Suecia propiamente dicha, y aun la integridad de ésta peligraba. Desde 1715, Federico IV de Dinamarca proyectaba una nueva invasión a Escania, para lo que solicitó el apoyo del ejército ruso y de la armada británica. Sin embargo, la ayuda rusa no se concretó, ante la desconfianza que el zar Pedro I mostraba hacia sus aliados. Ese acontecimiento fue el primer signo de una rotura de los lazos entre los enemigos de Suecia.
Jorge I de Gran Bretaña, también elector de Hanóver, se mostró inconforme por la permanencia de destacamentos rusos en suelo alemán, y Pedro I de Rusia, para fortalecer su influencia en la región y limitar a Hanóver, concluyó una estrecha alianza con Prusia mediante el Tratado de Havelberg en 1716.
Los ministros suecos habían alertado al rey de la precaria situación económica del país y de la necesidad de acordar la paz. Georg Heinrich von Görtz, primer ministro del rey desde 1716, se encargó de entablar conversaciones diplomáticas con diferentes potencias europeas, incluidas las enemigas, que tenían como fin crear nuevas alianzas en la guerra. En Gran Bretaña, Suecia se acercó a los jacobitas seguidores de la Casa de Estuardo, y en España se establecieron contactos con Giulio Alberoni. Görtz también entabló conversaciones de paz con el zar, en las que incluso se trató el tema de una alianza entre Rusia y Suecia, algo hasta entonces impensable. En las islas Åland se reunieron las delegaciones de ambos países en mayo de 1718; sin embargo, las duras condiciones de paz que exigió el zar, terminaron echando por tierra las negociaciones. En secreto, Görtz entabló vínculos diplomáticos con Jorge I de Gran Bretaña, vislumbrando ahí la vía más factible para crear una alianza.

## Guerra en Noruega (1716-1719)
Para asegurar el sur y prevenir una posible invasión danesa, Carlos XII decidió asaltar directamente Copenhague a principios de 1716, aprovechando el congelamiento del Oresund a principios de año, como antaño lo había logrado su abuelo Carlos X Gustavo; pero su plan fracasó cuando una tormenta fragmentó los hielos el 9 de enero.

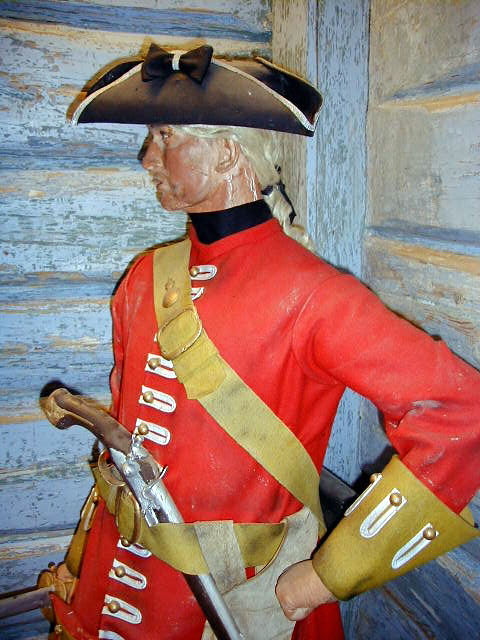
Dragón noruego

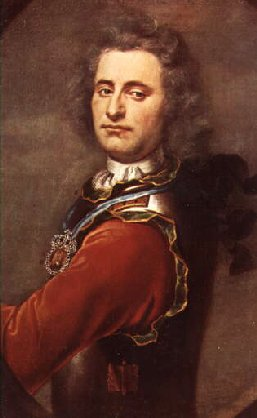
Peter Tordenskjold, almirante noruego al servicio de Federico IV de Dinamarca

Como segunda opción, Carlos XII se decidió a invadir Noruega, el territorio más débilmente defendido de Federico IV. Al saber que la conclusión de la guerra estaba lejos de ser favorable a Suecia, se pretendía compensar las pérdidas territoriales con algunas ganancias en suelo noruego. Sin embargo, la campaña de Noruega sería un rotundo fracaso.
La primera campaña se inició en febrero de 1716. El ejército sueco avanzó con muchas dificultades hacia la capital, Cristianía, en medio de tormentas de nieve, sin que los noruegos ofrecieran mayor resistencia. Al llegar a la ciudad, la carencia de suficientes piezas de artillería impidió la toma del castillo de Akershus. En abril, los suecos comenzaron la retirada.
En 1717 se planeó una nueva incursión sueca, pero los noruegos tomaron esta vez la iniciativa bajo el mando del almirante Peter Tordenskjold, quien el 2 de mayo organizó un ataque sorpresa contra Gotemburgo y en junio sobre Strömstad. Ambos ataques fracasaron ante la efectiva defensa sueca. No obstante, el 8 de julio Tordenskjold obtuvo una de las mayores victorias navales de la historia de Noruega, en la batalla de Dynekilen, cerca de Strömstad, en la que destruyó la mayor parte de una flota sueca que tenía por misión desembarcar tropas en Fredrikshald (actual Halden) en el sur del territorio noruego.
En agosto de 1718 empezó la segunda campaña de Carlos XII contra Noruega. Haciendo un esfuerzo superior a la capacidad bélica del país, se logró reunir un gran ejército cercano a los cuarenta mil hombres, si bien una parte considerable de ellos era muy joven y sin preparación militar adecuada. El ejército se dividió en dos. Carl Gustav Armfeldt, con cinco mil soldados, avanzó a finales de agosto hacia el centro de Noruega para atacar la importante ciudad de Trondheim. Con el grueso del ejército, Carlos XII emprendió en octubre la marcha por el sur, hacia Cristianía, con la intención de atenazar a Noruega en dos frentes.

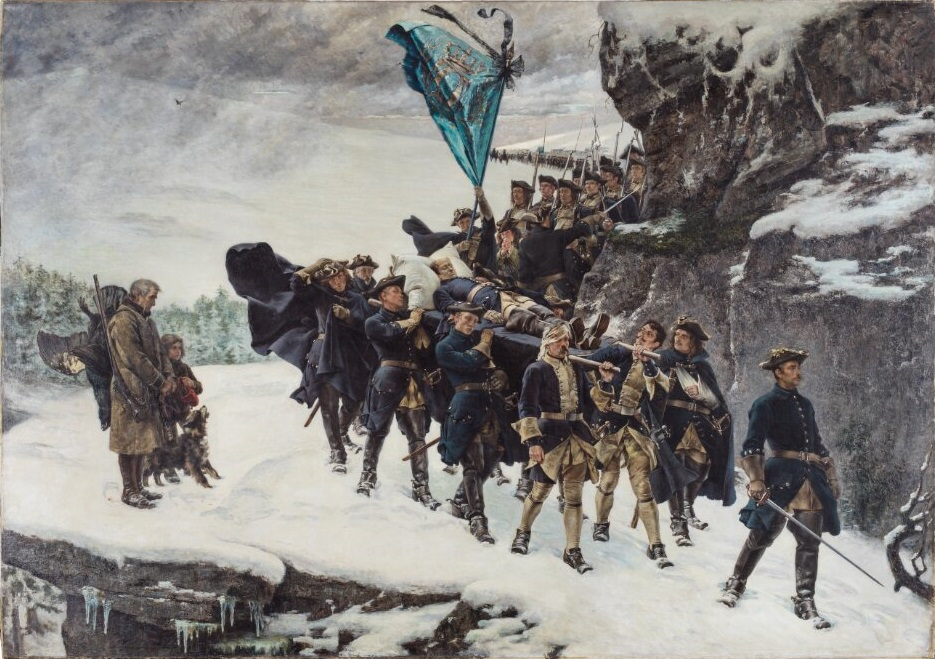
El cadáver de Carlos XII es transportado a Suecia tras la fracasada invasión a Noruega. Pintura de Gustaf Cederström de 1884.

Las fuerzas defensivas retrocedieron sin presentar combate. El 24 de noviembre, el rey puso sitio a la fortaleza de Fredriksten, en Fredrikshald. Al anochecer del 30 del mismo mes, mientras inspeccionaba el asedio, Carlos XII fue alcanzado por una bala en la sien izquierda, falleciendo al instante. La pérdida de su rey provocó que los oficiales ordenaran levantar el asedio y retirarse. La retirada fue desastrosa, pues se perdieron provisiones y el príncipe Federico de Hesse-Kassel, cuñado de Carlos XII, repartió los fondos de la campaña entre los oficiales.
El ejército de Armfeldt en el norte tuvo aún menos fortuna. El helado temporal y lo escarpado del terreno retardaron el avance, que Carlos XII había ordenado categóricamente continuar. La defensa de Trondheim pudo ser reforzada antes de que Armfeldt llegara a sus cercanías, y el ejército sueco se vio mermado en número a causa del frío. Armfeldt no se enteró de la muerte del rey hasta principios de 1719. En pleno invierno, su ejército regresó a Suecia, asolado por una catastrófica tormenta de nieve en las montañas cercanas a Røros. La retirada costó la pérdida de la mitad de las tropas.

## Últimos años de guerra (1719-1721)

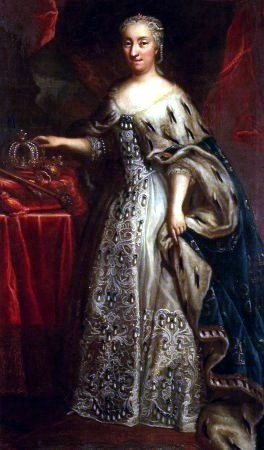
Ulrica Leonor de Suecia, reina de 1719 a 1720

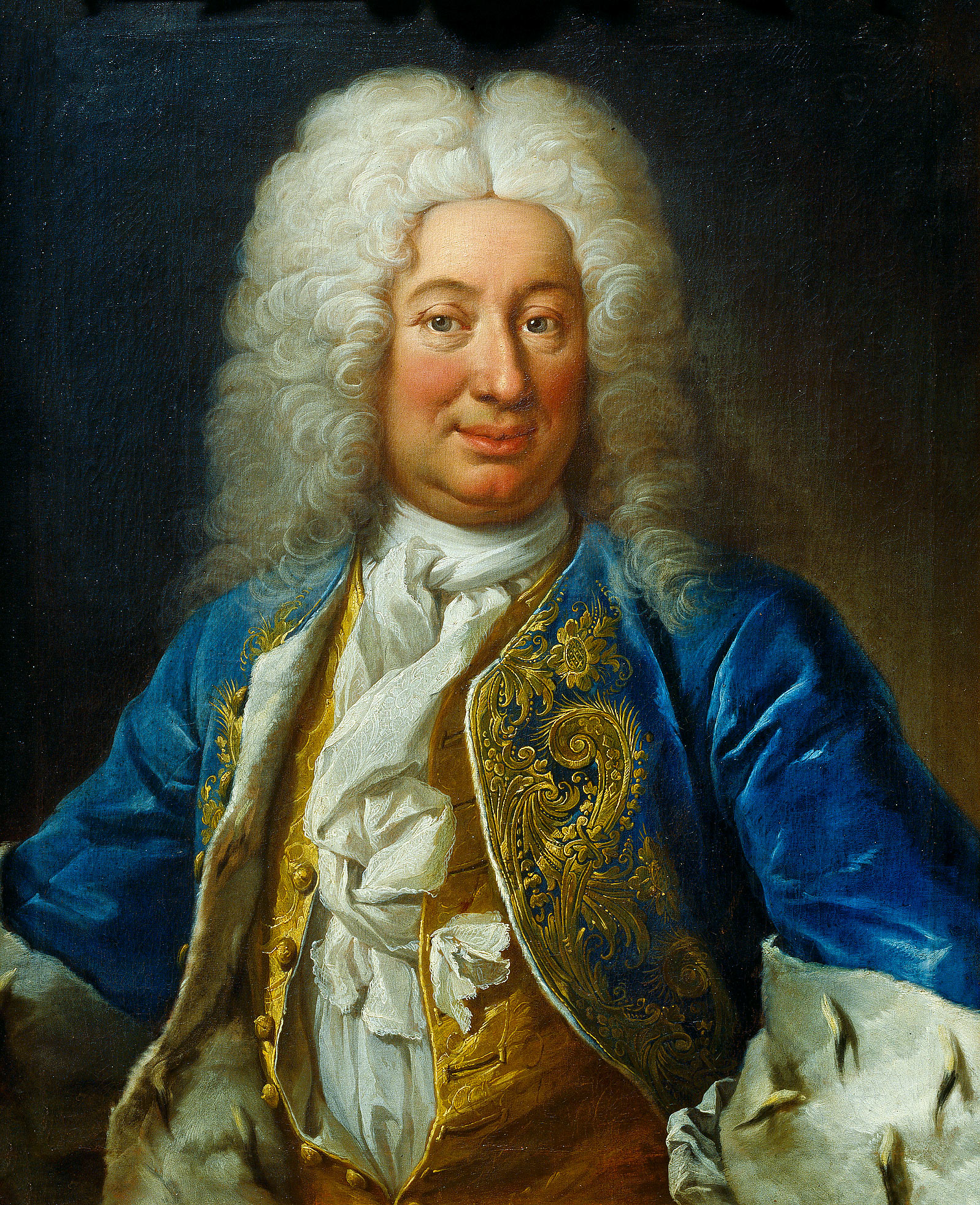
Federico I de Suecia, rey desde 1720

El 23 de febrero de 1719 fue nombrada reina de Suecia Ulrica Leonor, la hermana del difunto Carlos XII. La reina se encontró con la penuria económica para continuar la guerra, y el Consejo de Estado sueco, en realidad el verdadero gobernante, se dedicó enérgicamente a la búsqueda de la paz.
Jorge I de Gran Bretaña logró pactar una alianza con Prusia en 1719 y poco después otra con Suecia, país que ya había desechado las negociaciones con Rusia y otras potencias europeas tras la muerte de Carlos XII. Con la alianza anglo-sueca, la estrategia del gobierno sueco fue firmar la paz con todos sus enemigos, salvo Rusia, y crear nuevas alianzas que le permitieran alcanzar la paz definitiva con el zar bajo las condiciones menos desfavorables posibles.
Pedro I de Rusia también buscaba la paz, a fin de continuar su obra reformadora en su imperio. Para forzar al gobierno sueco a solicitar la paz, el zar ordenó fuertes incursiones por mar contra la costa oriental sueca, que arrasaron varias ciudades desde Torneå hasta Norrköping, y pusieron en peligro a la misma Estocolmo. Los intentos de desembarco rusos fueron, sin embargo, rechazados por las defensas, y los buques de Pedro I abandonaron la costa sueca el 20 de agosto.
Al mismo tiempo, Federico IV de Dinamarca estaba por abordar una gran embestida contra las provincias del sur de Suecia. El 15 de agosto, atacando desde Noruega, Tordenskiold se apoderó de la fortaleza de Marstrand, en Bohuslän. Federico IV organizó en Noruega una fuerza de treinta y cuatro mil efectivos. La ofensiva, que pudo ser fatal para Suecia, nunca llegó a buen término para el rey danés, pues los británicos intervinieron diplomáticamente para retardarla, y el 28 de octubre se alcanzó una tregua de ocho meses entre Suecia y Dinamarca-Noruega.

### Los dosTratados de Estocolmo

Europa en 1721, tras la Gran Guerra del Norte, con los cambios territoriales estipulados en los tratados de Estocolmo (1719/1720), Frederikcksborg (1720) y Nystad (1721):
Ganancias rusas (territorios bálticos, Ingria y Carelia)
Ganancias danesas (parte de Schleswig)
Ganancias de Hanóver (Ducado de Bremen-Verden)
Ganancias prusianas (parte de Pomerania)

El 9 de octubre de 1719, Suecia firmó la paz con Hanóver en Estocolmo. Este principado ensanchó sus fronteras con la ganancia de los ducados de Bremen y Verden.
El 21 de enero de 1720, nuevamente en Estocolmo, se concluyó un tratado de paz entre Suecia y Prusia; ésta recibió la Pomerania Sueca al sur del río Peene y al oriente del Oder, incluyendo las islas de Usedom y Wollin.

### El Tratado de Frederiksborg
Las operaciones militares danesas ya no se reanudaron. Federico I de Suecia, rey desde febrero, entabló las negociaciones de paz en las que la Gran Bretaña influyó en forma decisiva. Federico IV de Dinamarca, bastante renuente, tuvo que conformarse con el Tratado de Frederiksborg el 3 de junio de 1720, en el que se estableció que Suecia perdía la exención de pago en el Oresund y se comprometía a pagar a Dinamarca una suma de seiscientos mil riksdaler, así como el retiro de todo apoyo al ducado de Holstein-Gottorp, que volvía a estar bajo el dominio danés. Al contrario de lo sucedido con Prusia, Dinamarca devolvió a Suecia los territorios ocupados de Pomerania y Wismar. Con esa victoria pírrica, los daneses vieron así frustrada para siempre su esperanza de recuperar la Escania, el territorio original de su pueblo.

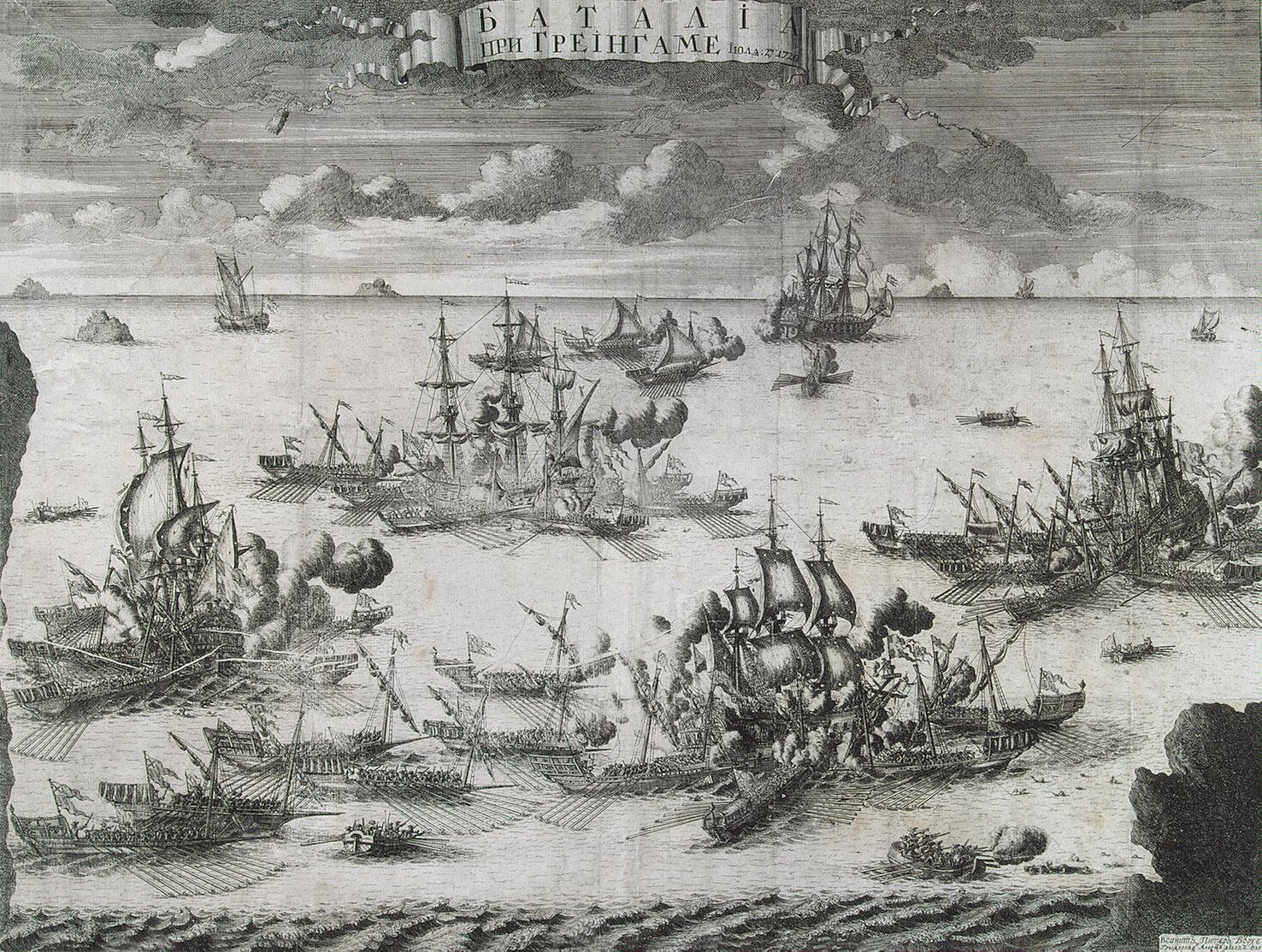
La batalla de Ledsund o de Grengam, en 1720, fue la última gran batalla de la gran guerra del Norte. Con la victoria rusa en ella, quedó marcado el fin de la supremacía sueca en el mar Báltico.

### Fin de la guerra: el Tratado de Nystad
Para defenderse de las agresiones navales rusas y evitar una invasión, Federico I recibió el apoyo de buques de la armada británica desde 1720 hasta agosto de 1721. El zar Pedro I todavía lanzó algunos ataques sobre la costa norte sueca. El último combate de la guerra fue la batalla de Selånger, el 25 de mayo de 1721, con la victoria para Rusia.
La gran guerra del Norte llegó a su fin con el Tratado de Nystad, en 30 de agosto de 1721. Suecia cedió a Rusia toda la provincia de Ingria, Výborg, el sur de Kexholm, si bien conservó la casi totalidad de Finlandia. Cedió también Livonia y Estonia, incluyendo las islas de Ösel (Saaremaa) y Dagö (Hiiumaa).
La paz entre Suecia y Polonia-Sajonia nunca se firmó, aunque las hostilidades se habían suspendido desde el fin de la guerra en Alemania. Oficialmente, se considera el fin del conflicto entre ambos reinos en 1728 (Declaración de Sajonia) y en 1732 (Declaración de Polonia), años en los que se firmó la renovación de relaciones amistosas.

## Consecuencias

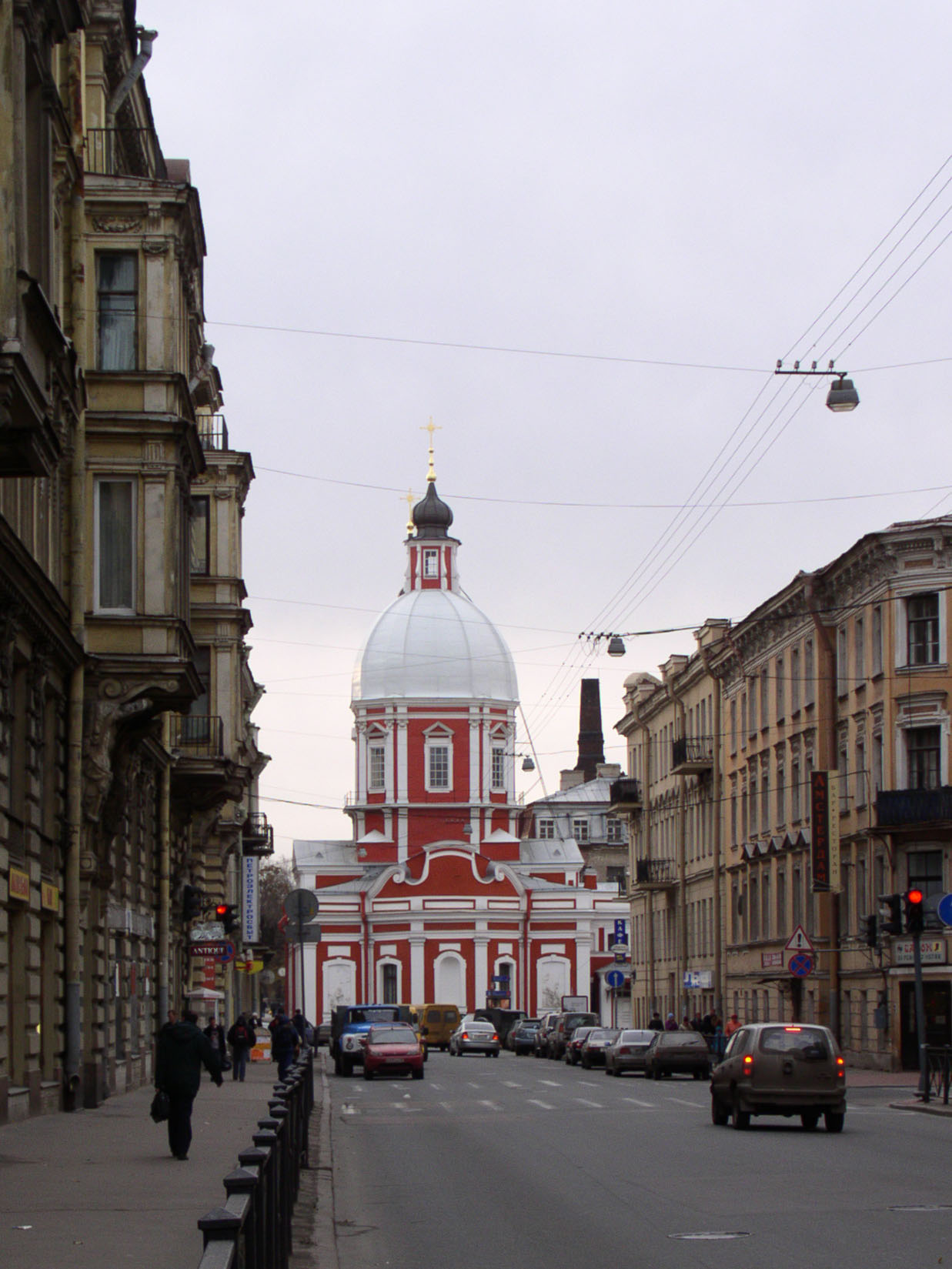
Iglesia de San Pantaleón, en San Petersburgo, conmemoración de las victorias navales rusas en los últimos años de la guerra.

La gran guerra del Norte resultó una derrota de Suecia, siendo Rusia el principal beneficiario al obtener el acceso al mar Báltico. Rusia se levantó como la primera potencia del norte de Europa, el líder supremo del mar Báltico y un importante peso en la política de Europa. Pedro I, nombrado emperador de toda Rusia y renombrando su país de Zarato ruso a Imperio ruso en 1721, continuó con su obra modernizadora y expansionista.
Para Prusia, la debacle de sus otrora poderosos vecinos Polonia y Suecia coincidió con su ascenso en el plano internacional, su fortalecimiento entre los Estados alemanes y su transformación de un país de segundo orden a una potencia europea. Tanto Prusia como Rusia formaron parte de una nueva pentarquía, que incluía también a Francia, Gran Bretaña y Austria.

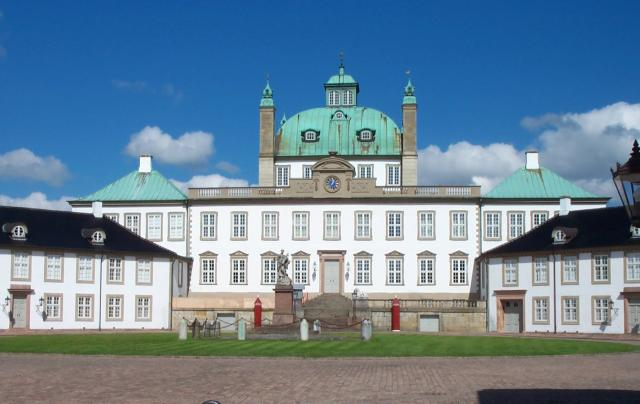
Palacio de Fredensborg, obra barroca danesa que conmemora la paz de 1720

En Dinamarca, la victoria fue tomada casi como una derrota ante los pequeños resultados. Aunque se logró la soberanía sobre todo el Holstein y se restableció el monopolio del Oresund, no se pudieron recuperar las provincias del sur de la península escandinava. Ante la nueva supremacía rusa en el Báltico, la rivalidad entre Dinamarca y Suecia disminuyó considerablemente. Federico IV buscó nuevas rutas comerciales y consolidó el Imperio colonial danés en el Índico y el Atlántico. El ducado de Holstein-Gottorp, pese a su dramática reducción, continuaría representando una amenaza para Dinamarca, que alcanzó proporciones gigantescas con la llegada del duque Carlos Pedro Ulrico de Holstein-Gottorp al trono de Rusia en 1762.
En Polonia, la guerra fue un triunfo personal para Augusto II, pero para el país no hubo victoria. Asolada por la destrucción de la invasión sueca, Polonia vio arruinada su economía y su decadencia política se aceleró. Cada vez más dependiente de Rusia y, en menor medida, de Austria, casi se convirtió en un protectorado, sentando las bases para la posterior repartición de su territorio por las potencias extranjeras. El rey intentó fortalecer su posición sin mucho éxito y aunque logró colocar a su hijo como su sucesor, la oposición siguió en aumento.
En Suecia, con la guerra concluyó la llamada era de grandeza, y desde entonces el reino desempeñaría un papel secundario en el concierto de las naciones. La monarquía absoluta se debilitó significativamente y el país entró en una etapa de parlamentarismo conocida como la era de la libertad, en la que la nobleza y la burguesía alcanzaron un papel preponderante en la política y la rápida revitalización de la economía. El resentimiento hacia Rusia se materializó en la Guerra ruso-sueca (1741-1743) (guerra de los sombreros) y en la Guerra ruso-sueca (1788-1790), sin que Suecia pudiese recuperar su territorios perdidos. Las célebres victorias del rey Carlos XII lo convirtieron en la principal figura militar de Suecia de todos los tiempos.